# Tour de France 2011
Le Tour de France 2011 est la 98e édition du Tour de France cycliste. Il s'est déroulé du 2 au 24 juillet. Il comprend 21 étapes dont 2 passant en Italie pour une distance totale de 3 430 km.
Ce Tour est remporté par l'Australien Cadel Evans (BMC Racing) qui a pris le maillot jaune à l'issue du contre-la-montre de l'avant-dernier jour. Il devient le premier Australien à remporter la course et, à 34 ans, le plus vieux vainqueur d'après-guerre. Il succède au Luxembourgeois Andy Schleck (Leopard-Trek), qui termine deuxième de cette édition à 1 min 34 s devant son coéquipier et frère Fränk Schleck à 2 min 30 s. Le Français Thomas Voeckler (Europcar) prend la quatrième position à 3 min 20 s.
Mark Cavendish (HTC-Highroad), vainqueur de cinq étapes devient le premier Britannique lauréat du classement par points, tandis que l'Espagnol Samuel Sánchez (Euskaltel-Euskadi) s'adjuge le maillot à pois du classement de la montagne. Le Français Pierre Rolland (Europcar), 10e de l'épreuve, remporte le maillot blanc de meilleur jeune. L'équipe américaine Garmin-Cervélo gagne le classement par équipes et le Français Jérémy Roy (FDJ) le prix de super-combatif du Tour.

## Présentation

### Parcours

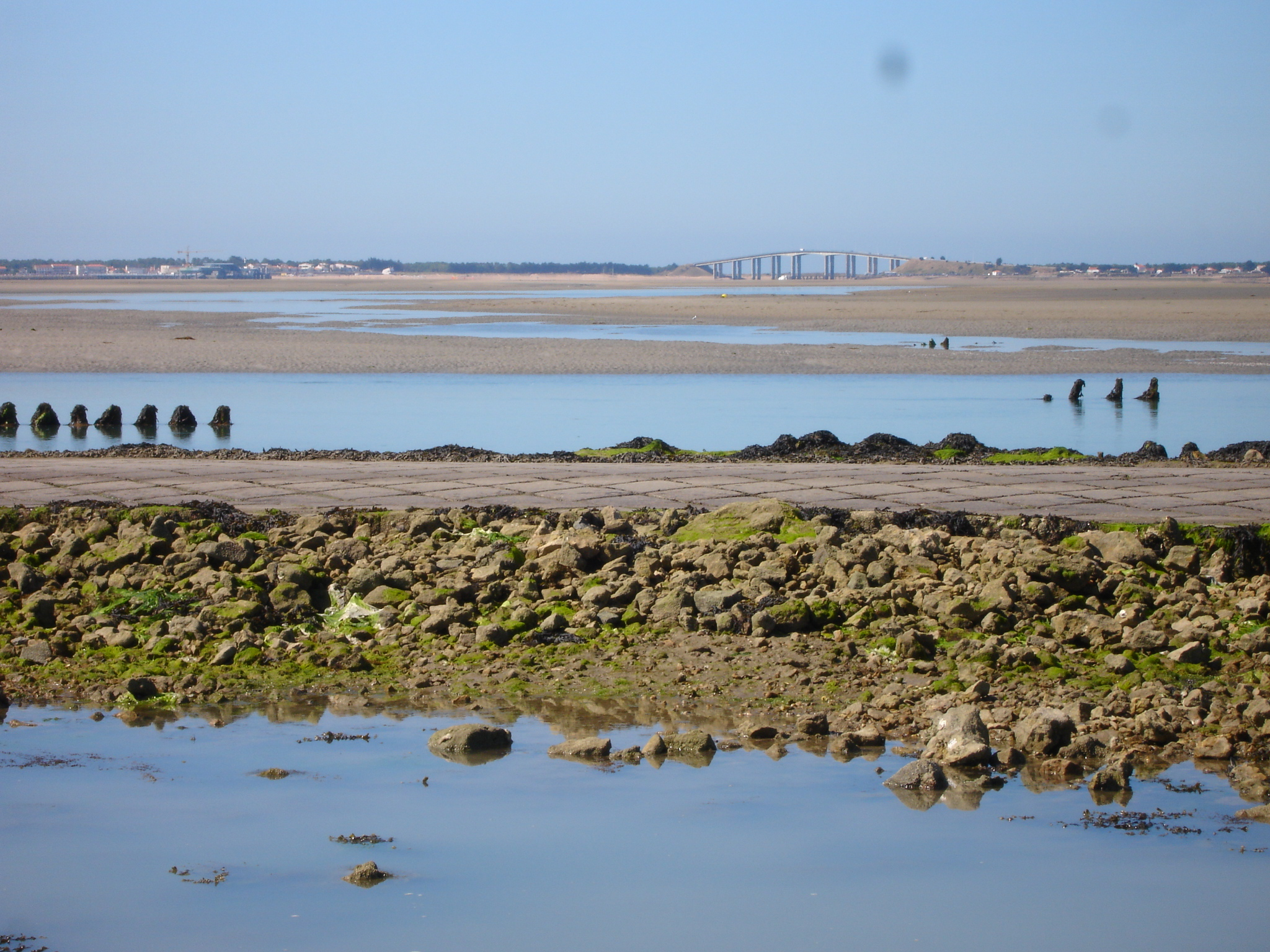
Le passage du Gois, départ du Tour de France 2011

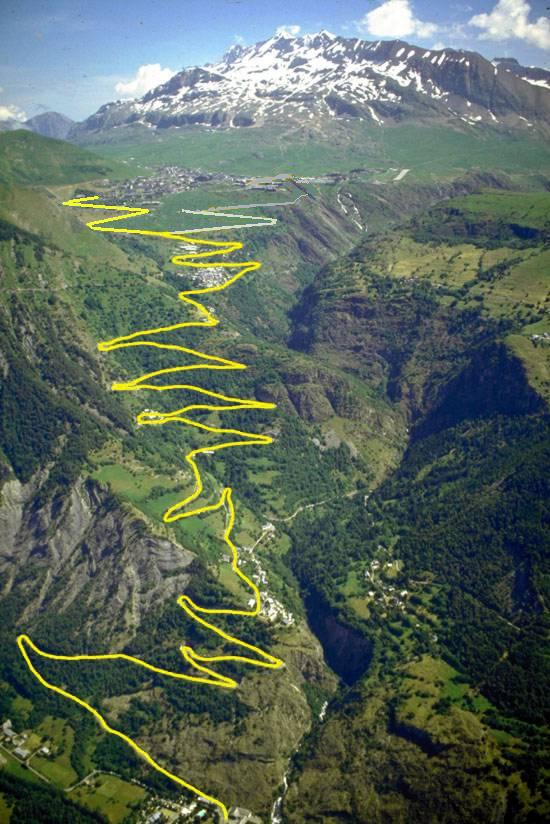
Montée de l'Alpe d'Huez, avec ses 21 épingles, empruntée lors de la.

Amaury Sport Organisation annonce le 26 janvier 2010 que le départ du Tour de France 2011 est fixé au samedi 2 juillet 2011 avec une 1re étape de 191,5 km en Vendée entre le Passage du Gois et le Mont des Alouettes (4e catégorie),,. Il s'agit du premier départ en France depuis trois ans. C'est la cinquième fois que le Tour de France s'élance de Vendée après 1976, 1993, 1999 et 2005. Cette entame rappelle celle du Tour de France 2008, qui avait débuté par une étape en ligne avec arrivée au sommet de la Côte de Cadoudal à Plumelec. Le lendemain, durant la 2e étape, les coureurs disputent un contre-la-montre par équipes de 23 km autour des Essarts. Lors de la 3e étape, le peloton quitte la Vendée, après un départ d'Olonne-sur-Mer, et arrive à Redon, au terme d'une étape de plaine de 198 km.
La 4e étape de 172,5 km part de Lorient et se termine à Mûr-de-Bretagne (3e catégorie) avec une difficile montée finale de 2 km. La 5e étape de 164,5 km entre Carhaix-Plouguer et Cap Fréhel longe la mer dans les derniers 70 km et présente donc des risques de bordures.
La 6e étape de 226,5 km entre Dinan et Lisieux est la plus longue de ce Tour, l'ascension vers la basilique Sainte-Thérèse de Lisieux est placée à 1,5 km de l'arrivée, pouvant ainsi favoriser les puncheurs,. La 7e étape de 218 km entre Le Mans et Châteauroux est la plus plate de ce Tour, elle est donc favorable aux sprinteurs.
Deux étapes de moyenne montagne dans le Massif central finissent la première semaine de course : la 8e étape de 189 km part d'Aigurande avec une arrivée à Super-Besse (1 275 m-3e catégorie), avec au préalable le premier passage du Tour au col de la Croix Saint-Robert (1 451 m-2e catégorie), et la 9e étape de 208 km entre Issoire et Saint-Flour comporte trois cols cantaliens : le Pas de Peyrol (1 589 m-2e catégorie), l'inédit col du Perthus (1 309 m-2e catégorie) et le col de Prat-de-Bouc (1 392 m-2e catégorie).
Après la première journée de repos, arrivent deux étapes vallonnées : la 10e étape de 158 km entre Aurillac et Carmaux et la 11e étape de 167,5 km entre Blaye-les-Mines et Lavaur. Les coureurs abordent ensuite les Pyrénées. La 12e étape de 211 km entre Cugnaux et Luz-Ardiden comporte trois difficultés : l'inédite Hourquette d'Ancizan (1 538 m-1re catégorie), le Tourmalet (2 115 m-hors catégorie) et la montée finale vers Luz-Ardiden (1 715 m-hors catégorie). La principale difficulté de la 13e étape de 152,5 km entre Pau et Lourdes est le col d'Aubisque (1 709 m-hors catégorie). Lors de la 14e étape de 168,5 km partant de Saint-Gaudens, les coureurs doivent passer par le col de Portet-d'Aspet (1 069 m-2e catégorie), le col de la Core (1 395 m-1re catégorie), le col de Latrape (1 110 m-1re catégorie), le col d'Agnes (1 570 m-1re catégorie) et le Port de Lers (1 517 m-3e catégorie) avant d'affronter la montée vers le plateau de Beille (1 780 m-hors catégorie), où est jugée l'arrivée. La 15e étape de 192,5 km est une étape de plaine partant de Limoux et arrivant à Montpellier, elle est suivie par la deuxième journée de repos.
Les coureurs arrivent ensuite dans les Alpes avec la 16e étape de 162,5 km entre Saint-Paul-Trois-Châteaux et Gap avec l'ascension du col de Manse (1 268 m-2e catégorie).
Les trois étapes suivantes sont en haute montagne.
La 17e étape de 179 km part de Gap et arrive à Pignerol en Italie, elle comprend trois difficultés principales : le col de Montgenèvre (1 860 m-2e catégorie), la montée vers Sestrières (2 035 m-1re catégorie) et la côte de Pra Martino (912 m-2e catégorie).
La 18e étape de 200,5 km débute de Pignerol, elle comporte trois difficultés majeures avec le col Agnel (2 744 m-hors catégorie), sommet de ce Tour de France, qui ramène les coureurs en France, le col d'Izoard (2 360 m-hors catégorie) et le col du Galibier (2 642 m-hors catégorie) où est jugée l'arrivée. L'arrivée au Galibier (2 642 m) est la plus haute arrivée de l'histoire du Tour, dépassant celle réalisée lors de la dix-septième étape de l'édition 1986 au col de Granon (2 413 m).
Le lendemain, la 19e étape partant de Modane est courte (109 km), mais comprend l'enchaînement du col du Télégraphe (1 566 m-1re catégorie), du col du Galibier (2 556 m par le tunnel-hors catégorie) et la montée finale vers l'Alpe d'Huez (1 850 m-hors catégorie).
Ensuite, le seul contre-la-montre individuel de cette édition est au programme de la 20e étape, 42,5 km autour de Grenoble. Enfin, la 21e et dernière étape de 95 km part de Créteil et arrive, comme à l'accoutumée, à Paris sur l'Avenue des Champs-Élysées. Il s'agit du parcours le plus montagneux depuis l'édition 2002 du Tour de France,,,.

### Équipes
Le règlement de l'UCI World Tour prévoit pour 2011 que les 18 équipes ayant obtenu le titre d'UCI ProTeams ont « le droit et l’obligation de participer à toutes les épreuves de l’UCI World Tour, tandis que les organisateurs pourront inviter pour les places restantes les équipes continentales professionnelles UCI de leur choix ». Or, selon une règle établie par l’UCI et les organisateurs à Vérone, en marge des championnats du monde 2008, les 17 premières équipes du Calendrier mondial UCI 2010 devaient être automatiquement qualifiées pour les épreuves du circuit historique en 2011. Mais cette règle n'est en définitive pas appliquée, les 18 équipes UCI ProTeams sont donc qualifiées pour le Tour.
La liste des 22 équipes participant à cette Grande Boucle est rendue publique le 20 janvier 2011. En plus des 18 équipes UCI ProTeams, 4 équipes continentales professionnelles françaises sont sélectionnées : Cofidis, Europcar, FDJ et Saur-Sojasun.
| Équipe              | Code | Pays        | Budget en M€ | Manager                   | Sponsor                                                                                      |
| ------------------- | ---- | ----------- | ------------ | ------------------------- | -------------------------------------------------------------------------------------------- |
| AG2R La Mondiale    | ALM  | France      | 7,5          | Vincent Lavenu            | Caisse de prévoyance                                                                         |
| Astana              | AST  | Kazakhstan  | 12           | Valentin Rekhert          | Consortium d'entreprises kazakhes                                                            |
| BMC Racing          | BMC  | États-Unis  | 14           | John Lelangue             | Fabricant de vélos                                                                           |
| Cofidis ♦           | COF  | France      | 8            | Éric Boyer                | Société de crédit par téléphone                                                              |
| Europcar ♦          | EUC  | France      | 5,5          | Jean-René Bernaudeau      | Société de location de voitures                                                              |
| Euskaltel-Euskadi   | EUS  | Espagne     | 6,8          | Igor González de Galdeano | Société téléphonique, provinces du Pays basque                                               |
| FDJ ♦               | FDJ  | France      | 8,7          | Marc Madiot               | Loterie nationale                                                                            |
| Garmin-Cervélo      | GRM  | États-Unis  | 6,5          | Jonathan Vaughters        | Équipement GPS, fabricant de vélos                                                           |
| HTC-Highroad        | THR  | États-Unis  | 15           | Bob Stapleton             | Équipement de sport, téléphones                                                              |
| Katusha             | KAT  | Russie      | 15           | Andreï Tchmil             | Gouvernement russe, Gazprom et Itera                                                         |
| Lampre-ISD          | LAM  | Italie      | 6            | Giuseppe Saronni          | Fabricant de tôles                                                                           |
| Leopard-Trek        | LEO  | Luxembourg  | 13           | Kim Andersen              | Télécommunications, fournisseur d'énergie et fabricant de casques audios, fabricant de vélos |
| Liquigas-Cannondale | LIQ  | Italie      | 9            | Roberto Amadio            | Société de distribution de gaz, fabricant de vélos                                           |
| Movistar            | MOV  | Espagne     | 7            | Eusebio Unzué             | Téléphonie mobile                                                                            |
| Omega Pharma-Lotto  | OLO  | Belgique    | 6            | Geert Coeman              | Produits pharmaceutiques, loterie nationale                                                  |
| Quick Step          | QST  | Belgique    | 10           | Patrick Lefevere          | Fabricant de revêtement de sol                                                               |
| Rabobank            | RAB  | Pays-Bas    | 10           | Harold Knebel             | Banque                                                                                       |
| RadioShack          | RSH  | États-Unis  | 12           | Johan Bruyneel            | Vente de produits et composants électroniques                                                |
| Saur-Sojasun ♦      | SAU  | France      | 6            | Stéphane Heulot           | Services dans l'environnement et fabricant de produits alimentaires                          |
| Saxo Bank-Sungard   | SBS  | Danemark    | 7            | Bjarne Riis               | Banque, développeur de logiciels                                                             |
| Sky                 | SKY  | Royaume-Uni | 33           | Dave Brailsford           | Chaîne de télévision                                                                         |
| Vacansoleil-DCM     | VCD  | Pays-Bas    | 8,5          | Daan Luijkx               | Chaîne de camping, fabricant d'engrais                                                       |

Légende : ♦ = Équipe continentale professionnelle

### Participants

#### Liste des participants
198 coureurs prennent part à ce Tour de France. L’Américain George Hincapie (BMC Racing) participe à son 16e Tour et égale ainsi le record du Néerlandais Joop Zoetemelk, vainqueur du Tour 1980.

#### Favoris au classement général

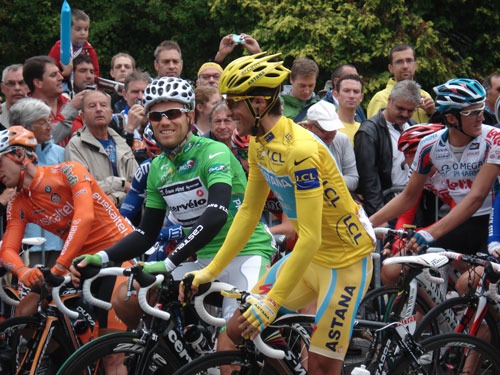
Alberto Contador (ici en jaune lors du Tour de France 2010) est le principal favori de l'édition 2011.

L'Espagnol Alberto Contador (Saxo Bank-Sungard), qui est alors triple vainqueur du Tour de France en 2007, 2009 et 2010 (il sera déclassé de cette troisième victoire en 2012), est vu comme le principal favori à sa succession, mais avec des doutes sur sa récupération après un très difficile Giro 2011 qu'il a remporté. Le Luxembourgeois Andy Schleck (Leopard-Trek), son dauphin ces deux dernières années (il se verra attribuer en 2012 la victoire lors de l'édition 2010), semble être son principal rival, avec son frère Fränk en co-leader de l'équipe. Le Russe Denis Menchov, 3e du Tour 2010, et l'Espagnol Carlos Sastre, vainqueur du Tour 2008, ne prennent pas part à la course car leur équipe Geox-TMC n'a pas été invitée par ASO.
Un autre Espagnol Samuel Sánchez (Euskaltel-Euskadi), 4e en 2010, a axé sa saison sur la grande boucle, et fait partie des candidats au podium. Le Belge Jurgen Van den Broeck (Omega Pharma-Lotto), auteur d'un très bon Critérium du Dauphiné récemment, et le Néerlandais Robert Gesink (Rabobank), dont le début de saison a été très bon, sont aussi à suivre. Le Britannique Bradley Wiggins (Sky), vainqueur du Dauphiné, l'Australien Cadel Evans (BMC Racing), 2e des Tours 2007 et 2008, cette année 2e du Dauphiné et vainqueur de Tirreno-Adriatico et du Tour de Romandie, et les 4 coureurs de la RadioShack, le Slovène Janez Brajkovič, l'Allemand Andreas Klöden et les Américains Christopher Horner et Levi Leipheimer sont également cités, grâce à leur profil de spécialistes du contre-la-montre passant très bien la montagne. L'Italien Ivan Basso (Liquigas-Cannondale) vise également la victoire finale, malgré une première partie de saison compliquée.

#### Favoris au classement par points
Le favori pour la conquête du maillot vert du classement par points est le Britannique Mark Cavendish (HTC-Highroad), vainqueur de 15 étapes lors des trois éditions précédentes. Il a pour principaux rivaux l'Italien Alessandro Petacchi (Lampre-ISD), tenant du titre, et le Norvégien Thor Hushovd (Garmin-Cervélo), vainqueur en 2005 et 2009. Les autres concurrents sont l'Allemand André Greipel (Omega Pharma-Lotto), qui participe à son premier Tour de France, après avoir été barré par Cavendish les années précédentes, l'Américain Tyler Farrar, coéquipier de Thor Hushovd, le Belge Tom Boonen (Quick Step), maillot vert en 2007 et l'Espagnol José Joaquín Rojas (Movistar), récent champion d'Espagne.
William Bonnet (FDJ), Matthew Goss (HTC-Highroad), Denis Galimzyanov (Katusha), Grega Bole (Lampre-ISD), Philippe Gilbert (Omega Pharma-Lotto), Gerald Ciolek et Gert Steegmans (Quick Step), Edvald Boasson Hagen et Ben Swift (Sky) et le duo Romain Feillu et Borut Božič (Vacansoleil-DCM) sont les autres hommes rapides du peloton. Robbie McEwen (RadioShack), vainqueur de ce classement en 2002, 2004 et 2006, et Óscar Freire (Rabobank), vainqueur en 2008, n'ont pas été sélectionnés par leurs équipes,.

#### Favoris au classement de la montagne
Il est difficile de prédire un vainqueur car de nombreux coureurs attendent de voir le cours des évènements et leur état de forme dans le Tour avant de se décider à jouer le classement de la montagne. En 2010, le Français, de la BBox Bouygues Telecom devenue cette année (Europcar), Anthony Charteau qui n'est pas le meilleur grimpeur du peloton, avait défendu son maillot à pois et finalement remporté ce classement. Il est candidat à sa propre succession. En forme lors du dernier Tour d'Italie qu'il a fini 4e, un autre Français John Gadret (AG2R La Mondiale) peut aussi viser le maillot à pois.
Deux favoris pour le classement de la montagne sont le Français David Moncoutié (Cofidis) et l'Italien Damiano Cunego (Lampre-ISD). Moncoutié a notamment remporté ce classement à trois reprises dans le Tour d'Espagne en 2008, 2009 et 2010. Cunego a fini 5e de ce classement en 2010 et est en grande forme cette année, il est notamment passé tout près de la victoire finale lors du récent Tour de Suisse.
Le nouveau barème de points devrait également favoriser les favoris de l'épreuve : les frères luxembourgeois Fränk et Andy Schleck (Leopard-Trek), le Néerlandais Robert Gesink (Rabobank), le Belge Jurgen Van den Broeck (Omega Pharma-Lotto) ou encore l'Italien Ivan Basso (Liquigas-Cannondale) sont des candidats crédibles. De son côté, l'Espagnol Alberto Contador (Saxo Bank-Sungard) vient pour le maillot jaune mais, avec ses qualités de grimpeur, peut aussi conquérir le maillot à pois.

#### Favoris au classement du meilleur jeune
Le Néerlandais Robert Gesink (Rabobank) fait de l'obtention du maillot blanc du meilleur jeune son objectif sur ce Tour, avec une bonne place au classement général. Deuxième meilleur jeune en 2010, il est considéré comme le grand favori pour ce classement cette année. Le parcours montagneux de ce Tour convient à ses qualités de grimpeur et le Luxembourgeois Andy Schleck (Leopard-Trek), meilleur jeune des trois éditions précédentes, ne concourt plus dans cette catégorie. Le Tchèque Roman Kreuziger (Astana), troisième meilleur jeune en 2010, est présenté comme le principal rival de Gesink, même s'il devra se mettre au service de son leader Alexandre Vinokourov. Les outsiders sont le Français Jérôme Coppel (Saur-Sojasun), l'Estonien Rein Taaramäe (Cofidis), l'Espagnol Beñat Intxausti (Movistar), le Britannique Geraint Thomas et le Colombien Rigoberto Urán (Sky), Bauke Mollema coéquipier et compatriote de Gesink et l'Américain Tejay van Garderen (HTC-Highroad), bien que ces 4 derniers ne soient pas leaders de leur formation.

#### Favorites au classement par équipes
Ce classement s’établit par l’addition des trois meilleurs temps individuels de chaque équipe, dans toutes les étapes, à l’exception du contre-la-montre par équipes où seul le temps du cinquième coureur est pris en compte. Il favorise donc les équipes comportant des rouleurs et de nombreux bons grimpeurs. L’équipe RadioShack avec Janez Brajkovič, Andreas Klöden, Christopher Horner, Levi Leipheimer, Yaroslav Popovych et Haimar Zubeldia est l’une des plus solides malgré sa moyenne d’âge (33 ans). L’équipe Leopard-Trek avec Andy Schleck, Fränk Schleck, Jakob Fuglsang, Maxime Monfort pour la montagne et Fabian Cancellara ou Jens Voigt pour les contre-la-montre est aussi l’une des favorites. L’équipe BMC Racing avec Cadel Evans assisté d’Amaël Moinard ou Steve Morabito et l’équipe Sky avec Bradley Wiggins assisté de Geraint Thomas ou Rigoberto Uran semblent à priori moins bien armées pour ce classement, de même que l’équipe Saxo Bank-Sungard, construite autour d’Alberto Contador. Côté français, l’équipe Europcar, forte de sa récente victoire par équipes au Dauphiné (avec Christophe Kern, Thomas Voeckler et Pierre Rolland) est de nouveau confrontée à l’équipe AG2R La Mondiale avec Nicolas Roche, Hubert Dupont, Jean-Christophe Péraud et John Gadret qui accepte d’avance de jouer un rôle d’équipier. Les équipes Euskaltel-Euskadi, Rabobank, Garmin-Cervélo ou encore Katusha peuvent aussi créer la surprise.

### Règlement de la course
Le règlement officiel général de l'épreuve est consultable sur le site officiel de l'épreuve.
- Le port du casque est obligatoire pour tous dans la totalité des étapes.
- Comme c’est le cas depuis 2005, en cas de chute dans les trois derniers kilomètres, les coureurs impliqués sont crédités du temps du groupe auquel ils appartenaient. Cette règle ne s’applique pas dans les étapes disputées en contre-la-montre et sur les arrivées au sommet d’une ascension.
- Comme c'est le cas depuis 2008, aucune bonification n'est attribuée dans le tour.

#### Règlement du classement général
Le leader du classement général, qui porte le maillot jaune, est déterminé par addition des temps individuels réalisés à chaque étape. En cas d’égalité de temps au classement général, les centièmes de seconde enregistrés par les chronométreurs lors des épreuves contre-la-montre « individuel » sont réincorporés dans le temps total pour départager les coureurs et décider de l’attribution du maillot jaune. En cas de nouvelle égalité, il est fait appel à l’addition des places obtenues à chaque étape et, en dernier ressort, à la place obtenue dans la dernière étape.

#### Règlement du classement par points
À l'issue de chaque étape le leader du classement par points porte le maillot vert. Le classement par points a été modifié par rapport aux années précédentes concernant l'attribution du nombre de points et les sprints intermédiaires. Par ailleurs, il n'y aura plus désormais qu'un seul sprint intermédiaire maximum par étape. Le classement par points est établi en fonction du barème suivant :
- Pour les arrivées des étapes dites de « plat » : 45 points, 35, 30, 26, 22, 20, 18, 16, 14, 12, 10, 8, 6, 4 et 2 points pour les 15 premiers coureurs classés
- Pour les arrivées des étapes dites de « parcours accidenté » : 30 points, 25, 22, 19, 17, 15, 13, 11, 9, 7, 6, 5, 4, 3 et 2 points pour les 15 premiers coureurs classés
- Pour les arrivées des étapes dites de « haute montagne » et de « contre-la-montre individuel » et les sprints intermédiaires : 20 points, 17, 15, 13, 11, 10, 9, 8, 7, 6, 5, 4, 3, 2 et 1 point pour les 15 premiers coureurs classés

Un coureur qui arrive hors des délais (comme dans un éventuel gruppetto) à une étape et qui est repêché reçoit une pénalité équivalente au nombre de points attribués au vainqueur de l'étape. Cette pénalité est automatique et peut conduire à un solde de point négatifs.
En cas d'égalité de points au classement général, les coureurs sont départagés par le nombre de victoires d'étape, puis par le nombre de victoires dans les sprints intermédiaires comptant pour le classement général par point et enfin par le classement général individuel au temps en cas d'égalité absolue. Pour être déclaré vainqueur du classement par points, le coureur se doit de terminer le Tour de France.

#### Règlement du classement de la montagne

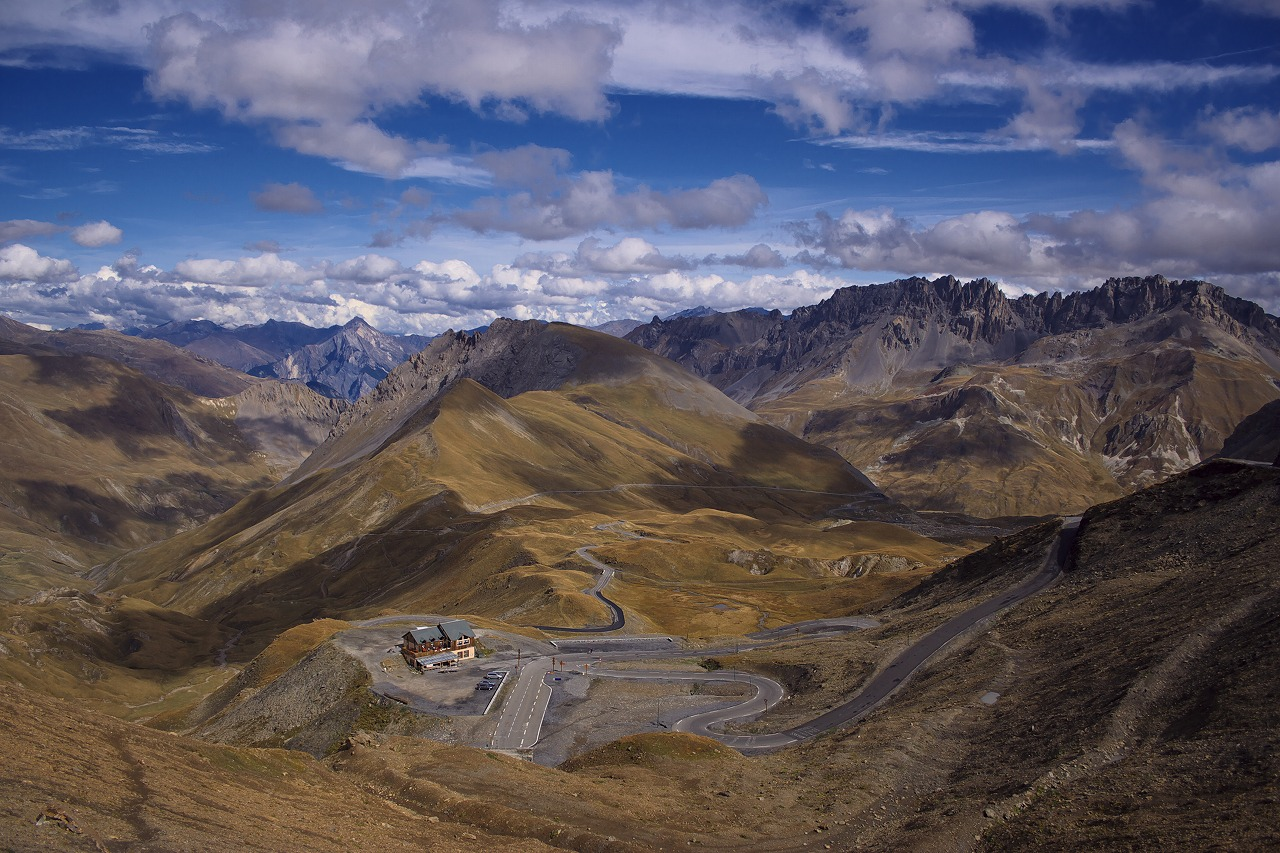
Montée vers le col du Galibier, classé hors catégorie

Le classement de la montagne, dont le leader porte le maillot à pois, a été modifié par rapport aux années précédentes concernant l'attribution du nombre de points. Il est établi en fonction du barème suivant :
- hors catégorie : 20, 16, 12, 8, 4 et 2 points aux 6 premiers coureurs classés
- 1re catégorie : 10, 8, 6, 4, 2 et 1 point aux 6 premiers coureurs classés
- 2e catégorie : 5, 3, 2 et 1 point aux 4 premiers coureurs classés
- 3e catégorie : 2 et 1 point aux 2 premiers coureurs classés
- 4e catégorie : 1 point au premier coureur classé

Contrairement aux années précédentes, les points du dernier col de la journée ne sont plus doublés. Désormais, seuls les points attribués à une arrivée en altitude sur un col hors catégorie seront doublés. Ainsi, sur le Tour de France 2011, les points du classement de la montagne attribués à l'arrivée seront doublés pour les étapes 12, 14, 18 et 19.
En cas d'égalité de points entre deux coureurs au classement général final, le coureur ayant obtenu le plus grand nombre de places de premier aux sommets des cols hors catégorie est déclaré vainqueur. Si l'égalité demeure, le coureur ayant obtenu le plus grand nombre de places de premier au sommet des cols de première catégorie est déclaré vainqueur, et ainsi de suite jusqu'aux cols de 4e catégorie, puis enfin par le classement général individuel au temps en cas d'égalité absolue. Pour être déclaré vainqueur du classement de la montagne, le coureur se doit de terminer le Tour de France.

#### Règlement des autres classements annexes
Le classement du meilleur jeune, dont le leader porte le maillot blanc, est réservé aux coureurs nés depuis le 1er janvier 1986. Le premier d’entre eux au classement général individuel au temps est leader journalier des jeunes. À l’issue de la dernière étape, il est déclaré vainqueur du classement des jeunes. En cas d'ex-æquo, les mêmes critères de départage que pour le maillot jaune sont appliqués.
Le classement général par équipes s’établit par l’addition des trois meilleurs temps individuels de chaque équipe dans toutes les étapes. À l’issue de la dernière étape, l'équipe créditée du plus petit temps est déclarée vainqueur du classement par équipes. En cas d'ex-æquo, les équipes sont départagées par leur nombre de victoires d’étapes par équipes, puis par leur nombre de places de deuxième par équipes et ainsi de suite. Les coureurs de l'équipe leader au classement par équipes portent un dossard jaune.
Le prix de la combativité récompense « le coureur le plus généreux dans l’effort et manifestant le meilleur esprit sportif ». Ce prix, établi dans les étapes en ligne, est décerné par un jury présidé par le directeur de l’organisation. Le combatif de l’étape porte dans l’étape suivante un dossard rouge. À l'issue de la dernière étape un Super Combatif du Tour est désigné par les membres du Jury du Tour de France.

#### Primes
Au total, plus de 3,5 millions d'euros sont distribués lors de ce Tour. Au départ, chaque équipe recevra 51 243 €, de plus chaque équipe arrivant à Paris avec au moins sept coureurs recevra une prime de 1 600 € par coureur. Le vainqueur du classement général final remporte 450 000 €, une prime étant versée jusqu'au dernier coureur classé (400 €).
| Classement  | 1.        | 2.        | 3.        | 4.       | 5.       | 6.       | 7.       | 8.      | 9.      | 10.     | Par jour |
| ----------- | --------- | --------- | --------- | -------- | -------- | -------- | -------- | ------- | ------- | ------- | -------- |
| Général     | 450 000 € | 200 000 € | 100 000 € | 70 000 € | 50 000 € | 23 000 € | 11 500 € | 7 600 € | 4 500 € | 3 800 € | 350 €    |
| Points      | 025 000 € | 015 000 € | 010 000 € | 04 000 € | 03 500 € | 03 000 € | 02 500 € | 2 000 € | –       | –       | 300 €    |
| Grimpeur    | 025 000 € | 015 000 € | 010 000 € | 04 000 € | 03 500 € | 03 000 € | 02 500 € | 2 000 € | –       | –       | 300 €    |
| Jeune       | 020 000 € | 015 000 € | 010 000 € | 05 000 € | –        | –        | –        | –       | –       | –       | 300 €    |
| Par équipes | 050 000 € | 030 000 € | 020 000 € | 12 000 € | 08 000 € | –        | –        | –       | –       | –       | –        |
| Combatif    | 020 000 € | –         | –         | –        | –        | –        | –        | –       | –       | –       | –        |

Un vainqueur d'étape remporte 8 000 €. Les prix des poursuivants sont dégressifs jusqu'au 20e coureur auquel sont attribués 200 €. Lors d'un contre-la-montre individuel ou par équipes, le vainqueur remporte 10 000 €, les prix étant dégressifs jusqu'à la 20e place qui rapporte 200 €. Un prix est attribué aux trois premiers d'un sprint intermédiaire, qui a lieu une fois par étape. Des prix sont aussi attribués pour le passage d'une côte classée, pour le meilleur jeune de l'étape, pour le coureur le plus combatif d'une étape hors contre-la-montre, et pour la meilleure équipe de l'étape.
| Classement            | 1.       | 2.       | 3.      | 4.      | 5.    | 6.    | 7.    | 8.    | 9.    | 10.   |
| --------------------- | -------- | -------- | ------- | ------- | ----- | ----- | ----- | ----- | ----- | ----- |
| Étape                 | 8 000 €  | 4 000 €  | 2 000 € | 1 200 € | 830 € | 780 € | 730 € | 670 € | 650 € | 600 € |
| Contre-la-montre      | 10 000 € | 5 000 €  | 2 500 € | 1 000 € | 800 € | 700 € | 600 € | 600 € | 500 € | 500 € |
| Sprint intermédiaire  | 01 500 € | 01 000 € | 0500 €  | –       | –     | –     | –     | –     | –     | –     |
| Côte classée HC       | 0800 €   | 0450 €   | 0300 €  | –       | –     | –     | –     | –     | –     | –     |
| Côte classée 1re cat. | 0650 €   | 0400 €   | 0150 €  | –       | –     | –     | –     | –     | –     | –     |
| Côte classée 2e cat.  | 0500 €   | 0250 €   | –       | –       | –     | –     | –     | –     | –     | –     |
| Côte classée 3e cat.  | 0300 €   | –        | –       | –       | –     | –     | –     | –     | –     | –     |
| Côte classée 4e cat.  | 0200 €   | –        | –       | –       | –     | –     | –     | –     | –     | –     |
| Meilleur jeune        | 0500 €   | –        | –       | –       | –     | –     | –     | –     | –     | –     |
| Combatif              | 2 000 €  | –        | –       | –       | –     | –     | –     | –     | –     | –     |
| Équipe                | 2 800 €  | –        | –       | –       | –     | –     | –     | –     | –     | –     |

Deux prix spéciaux sont également attribués. Les premiers de l'ascension du col du Tourmalet et du col du Galibier remportent respectivement le Souvenir Jacques-Goddet et le Souvenir Henri-Desgrange, dotés chacun de 5 000 €.

## Déroulement de la course

### 2 - 3 juillet: Gilbert et Hushovd en jaune, Contador et Sánchez perdent du temps

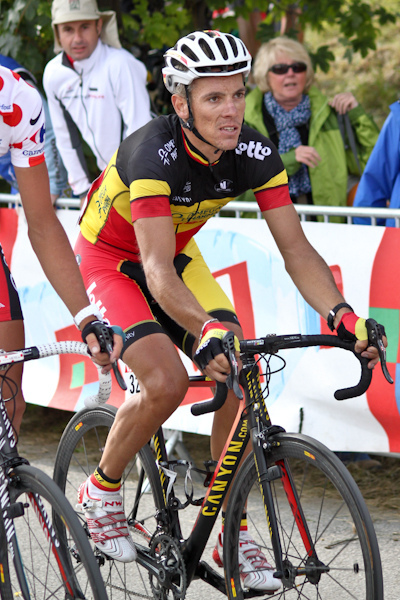
Philippe Gilbert dans le Tour de France 2011.

Le Tour de France 2011 débute le 2 juillet, au même endroit qu'en 2005, au niveau du Passage du Gois en Vendée. Comme en 2008, le Tour débute avec une 1re étape en ligne plutôt qu'avec un traditionnel prologue. L'arrivée est située au sommet du mont des Alouettes aux Herbiers. À environ 9 kilomètres de l'arrivée, une chute coupe le peloton en deux, piégeant notamment Alberto Contador (SBS), Samuel Sánchez (EUS) et Roman Kreuziger (AST), qui perdent plus d'une minute. Dans l'ascension du mont des Alouettes, Alexandre Vinokourov (AST) tente d'accélérer sous la flamme rouge puis Fabian Cancellara (LEO) à 400 mètres de la ligne. Ils sont contrés par Philippe Gilbert (OLO) qui remporte l'étape 3 secondes devant Cadel Evans (BMC) et 6 secondes devant Thor Hushovd (GRM) et s'empare des maillots jaune, vert et à pois. Geraint Thomas (SKY) prend le maillot blanc de meilleur jeune,.
La 2e étape, le 3 juillet, est un contre-la-montre par équipes de 23 kilomètres autour des Essarts qui n'apporte pas de gros écarts. L'équipe Garmin-Cervélo l'emporte devant trois équipes regroupées à 4 secondes : l'équipe BMC Racing de Cadel Evans, l'équipe Sky de Bradley Wiggins et l'équipe Leopard-Trek des frères Fränk et Andy Schleck. Au classement général, Thor Hushovd (GRM) s'empare du maillot jaune avec seulement 1 seconde de marge sur Evans,.

### 4 - 9 juillet: Hushovd en jaune, de nombreuses chutes

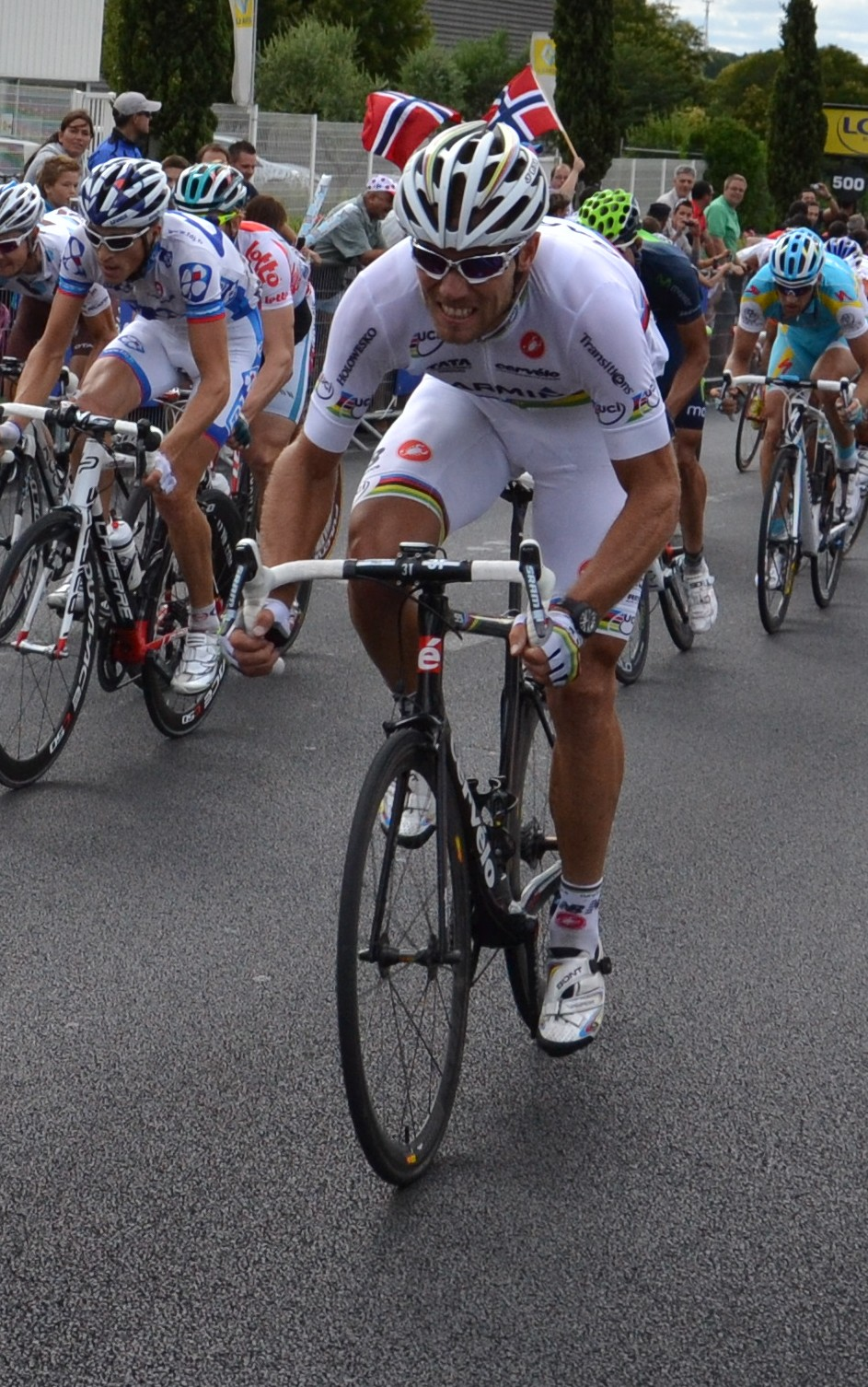
Durant ce Tour, Thor Hushovd remporte 2 étapes et garde le maillot jaune pendant 7 jours.

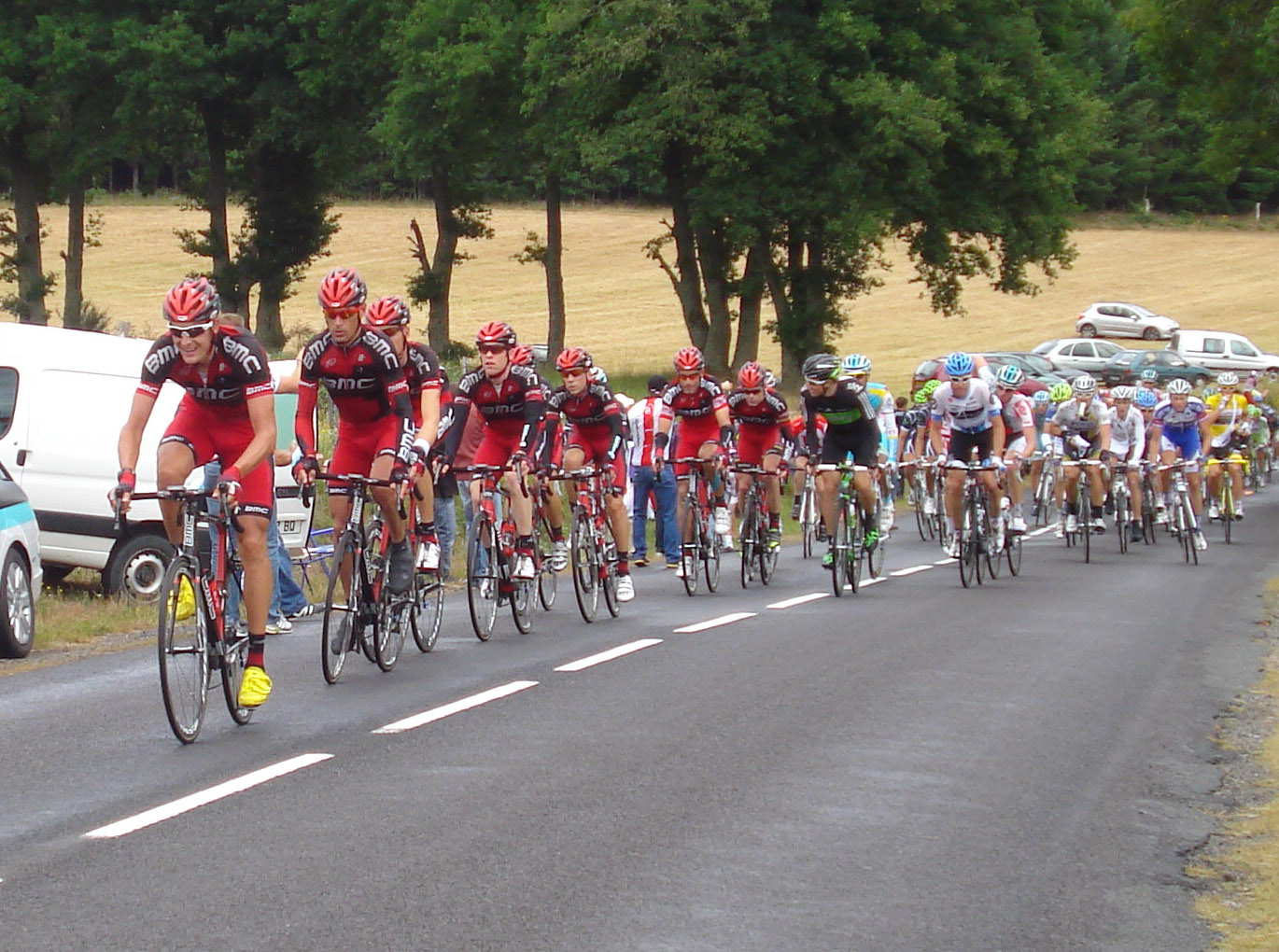
L'équipe BMC en tête de peloton dans la 8e étape.

La 3e étape d'Olonne-sur-Mer à Redon, le 4 juillet, est une étape de plaine classique favorisant les sprinters. L'Américain Tyler Farrar (GRM) remporte sa première victoire d'étape sur le Tour devant Romain Feillu (VCD) et dédie sa victoire à son ami Wouter Weylandt, mort en mai sur les routes du Tour d'Italie 2011. José Joaquín Rojas (MOV) s'empare du maillot vert. Hushovd (GRM) conserve le maillot jaune obtenu la veille lors du contre-la-montre par équipes,.
La 4e étape partant de Lorient, le 5 juillet, est une étape vallonnée se terminant par une côte à Mûr-de-Bretagne. À l'approche de cette côte, le peloton est regroupé et Alberto Contador (SBS) est le premier à attaquer, créant des cassures et permettant à un petit groupe d'une dizaine de coureurs de se détacher en tête. Contador est ensuite repris. C'est finalement Cadel Evans (BMC) qui s'impose au sprint juste devant Contador et revêt le maillot à pois. Hushovd (GRM), qui a réussi à revenir dans le groupe sur la fin de l'ascension, conserve son maillot jaune,.
La 5e étape, le 6 juillet, se disputant entre la ville de Carhaix et le site du Cap Fréhel, est marquée pas de nombreuses chutes impliquant plusieurs leaders tels Janez Brajkovič (RSH), qui abandonne, Alberto Contador (SBS), Robert Gesink (RAB) et Tom Boonen (QST), qui abandonnera deux jours plus tard. Au cap Fréhel, sous la flamme rouge, Edvald Boasson Hagen (SKY) tente sa chance de loin mais c'est finalement Mark Cavendish (THR) qui s'impose en doublant Philippe Gilbert (OLO) dans les derniers mètres. Gilbert récupère le maillot vert, à la faveur du déclassement de Rojas (MOV) lors du sprint intermédiaire,.
La 6e étape, le 7 juillet, la plus longue de ce Tour (226 km), relie Dinan à Lisieux. Sous la pluie, les échappés se disputent les points pour le maillot à pois qui revient finalement à Johnny Hoogerland (VCD). Le Norvégien Edvald Boasson Hagen (SKY) s'impose au sprint devant Matthew Goss (THR) et Thor Hushovd (GRM), qui demeure maillot jaune. Levi Leipheimer (RSH), le vainqueur du Tour de Suisse 2011, qui n'a pas pu réintégrer le peloton à la suite d'une chute, perd 1 min 05 s,.
La 7e étape courue le 8 juillet entre Le Mans et Châteauroux présente un profil sans difficulté. Les échappés du jour ont beau compter plus de 11 minutes au plus fort de leur avance, c'est finalement au sprint que Mark Cavendish (THR) s'impose devant Alessandro Petacchi (LAM) et André Greipel (OLO). Le sprinteur britannique s'impose pour la deuxième fois dans cette édition, dans la ville où il avait remporté le premier de ses succès sur cette course. Outre l'abandon de Tom Boonen (QST), cette étape est marquée par celui de Bradley Wiggins (SKY), outsider pour la victoire finale, à la suite d'une fracture de la clavicule. Pris dans la même chute, Christopher Horner (RSH) rallie l'arrivée dans un groupe d'attardés mais ne prendra pas le départ le lendemain. Robert Gesink prend le maillot blanc à Geraint Thomas, lui aussi attardé,.
Lors de la 8e étape entre Aigurande et Super Besse, le 9 juillet, une échappée de neuf coureurs se forme rapidement. Après avoir compté une forte avance, les échappés sont presque tous repris lors de la montée du col de la Croix Saint-Robert puis dans la montée finale vers Super Besse sauf Rui Costa (MOV) qui remporte l'étape. L'étape est marquée par une attaque d'Alexandre Vinokourov (AST) dans le col de la Croix Saint-Robert mais il est finalement repris lors de la montée finale. Hushovd (GRM) conserve le maillot jaune,,.

### 10 juillet: Voeckler s'empare du maillot jaune, Vinokourov et Van den Broeck abandonnent

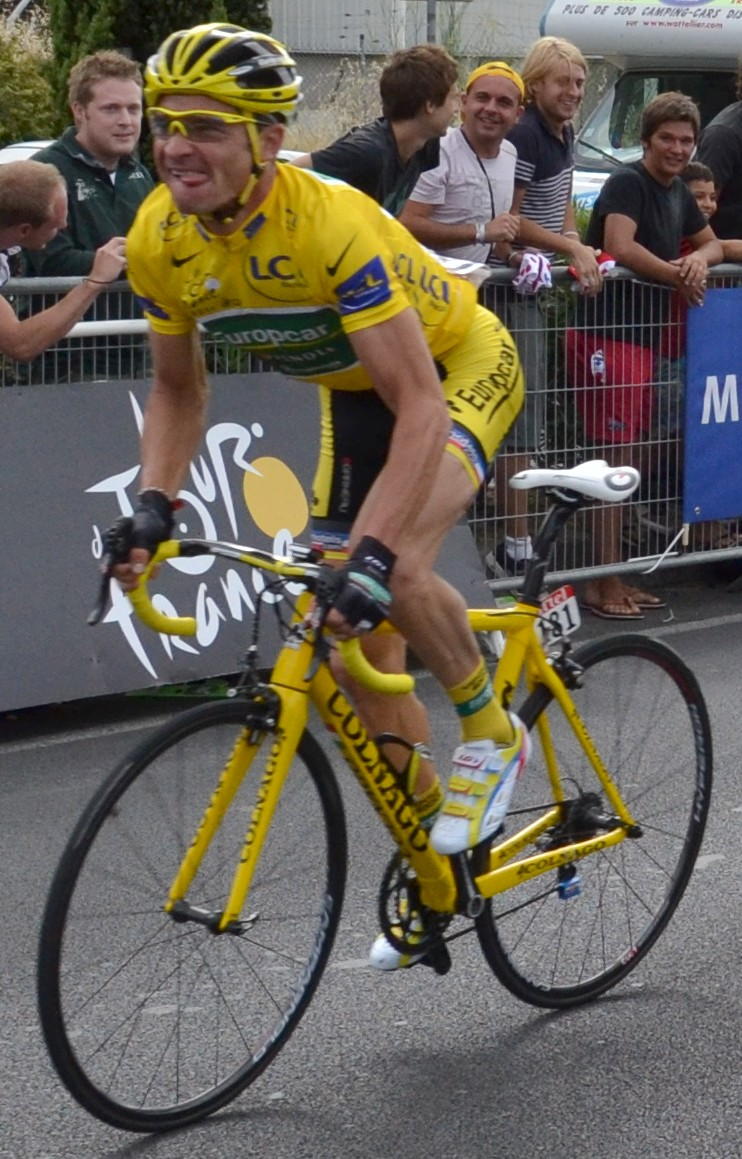
Thomas Voeckler porte le maillot jaune durant 10 jours.

La 9e étape se dispute le 10 juillet entre Issoire et Saint-Flour. Cinq coureurs s'échappent : le Néerlandais Johnny Hoogerland (VCD), les Espagnols Luis León Sánchez (RAB) et Juan Antonio Flecha (SKY), et les Français Thomas Voeckler (EUC) et Sandy Casar (FDJ). Alors que l'écart n'est que de 3 minutes, une chute dans la descente du pas de Peyrol va perturber le peloton. Alexandre Vinokourov (AST), Jurgen Van den Broeck (OLO) et David Zabriskie (GRM), notamment, abandonnent. L'écart va alors grimper jusqu'à 7 min 46 s d'avance. À 35 km de l’arrivée, Flecha est renversé par une voiture suiveuse et entraîne Hoogerland dans sa chute (terrible projection dans les fils barbelés d'un champ). À l'arrivée, Sánchez s'impose devant Voeckler, qui s'empare du maillot jaune, et Casar. Le peloton, mené par les BMC sur la fin de l'étape, termine finalement à 3 min 59 s. Au classement général, Voeckler devance Sánchez d'1 min 49 s, Cadel Evans (BMC) de 2 min 26 s et Fränk et Andy Schleck (LEO) de respectivement 2 min 29 s et 2 min 37 s,.

### 12 - 13 juillet: Duel de sprinteurs Cavendish-Greipel
Après la journée de repos du 11 juillet, la 10e étape est disputée le lendemain entre Aurillac et Carmaux sur un parcours vallonné. À l'issue de la dernière ascension du jour, à 15 km de l'arrivée, une offensive de cinq coureurs est menée par Philippe Gilbert (OLO) et Thomas Voeckler (EUC), mais n'arrive pas à son terme. C'est finalement au sprint que l'Allemand André Greipel (OLO) s'impose devant Mark Cavendish (THR). Voeckler conserve le maillot jaune,.
Le 13 juillet, lors de la 11e étape légèrement vallonnée entre Blaye-les-Mines et Lavaur, une échappée de six coureurs se forme au km 13. Elle comprend Mickaël Delage (FDJ), Rubén Pérez (EUS), Lars Boom (RAB), Andriy Grivko (AST), Tristan Valentin (COF) et Jimmy Engoulvent (SAU). L'écart n'est jamais important et Boom, le dernier à insister, est repris par le peloton à 2 km de la ligne. Cavendish l'emporte devant Greipel et s'empare par la même occasion du maillot vert. Thomas Voeckler garde sans problème le maillot jaune,.

### 14 - 16 juillet: Dans les Pyrénées, Voeckler s'accroche et le maillot à pois change d'épaules

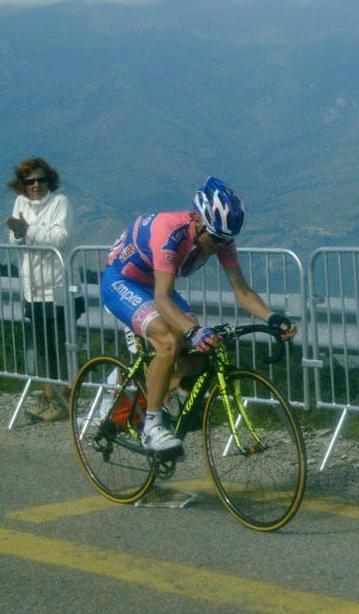
Damiano Cunego lors de la 14e étape vers le plateau de Beille.

La 12e étape, le 14 juillet, marque le début de la haute montagne, l'arrivée est jugée au sommet de Luz-Ardiden. Elle est remportée par l'Espagnol Samuel Sánchez (EUS), qui prend la tête du classement du meilleur grimpeur. Il devance le Belge Jelle Vanendert (OLO) et le Luxembourgeois Fränk Schleck (LEO) qui grappille quelques dizaines de secondes sur les principaux favoris et prend par la même occasion la deuxième place du classement général. Alberto Contador (SBS) termine à 43 s du vainqueur. Thomas Voeckler (EUC) garde son maillot jaune mais ne compte plus qu'1 min 49 s d'avance sur Fränk Schleck. Arnold Jeannesson (FDJ) prend le maillot blanc,.
La 13e étape, le 15 juillet, a lieu entre Pau et Lourdes. Une échappée de 10 coureurs se forme avec Edvald Boasson Hagen (SKY), David Moncoutié (COF), Jérémy Roy (FDJ), Thor Hushovd (GRM), Jérôme Pineau (QST), Vladimir Gusev (KAT), Alessandro Petacchi (LAM), Lars Ytting Bak (THR), Dmitriy Fofonov (AST) et Maarten Tjallingii (RAB). Au sommet de l'Aubisque, Roy passe en tête poursuivi par Moncoutié lui-même poursuivi par Hushovd. Dans la descente, Hushovd rejoint Moncoutié. À 3,5 km de l'arrivée, Hushovd lâche Moncoutié, puis rejoint et dépose Roy à 2 km de l'arrivée. Hushovd remporte l'étape et se repositionne dans le classement par points. Thomas Voeckler conserve son maillot jaune. Jérémy Roy prend le maillot à pois,.
La 14e étape, le 16 juillet, commence à Saint-Gaudens et se finit par l'ascension du plateau de Beille. Au début de la montée finale, Sandy Casar (FDJ), rescapé de l'échappée partie au km 5, est en tête. Mais l'explication des favoris lui sera fatale. Andy Schleck (LEO) débute ses attaques à 11 km de l’arrivée, il ne décroche pas ses rivaux directs mais les accélérations réduisent fortement le groupe qui, à 9 km de l’arrivée, ne comprend plus que Jean-Christophe Péraud (ALM), Samuel Sánchez (EUS), Jelle Vanendert (OLO), Cadel Evans (BMC), Ivan Basso (LIQ), Damiano Cunego (LAM), Alberto Contador (SBS), Fränk Schleck (LEO), Rigoberto Urán (SKY), Pierre Rolland (EUC) et surtout le maillot jaune Thomas Voeckler (EUC). Vanendert réussit à s'extirper du groupe, rejoint et dépasse Casar et va finalement s'imposer en solitaire. Sánchez sort aussi du groupe mais ne parvient pas à rejoindre Vanendert. Andy Schleck accélère une dernière fois dans les derniers mètres afin de grappiller quelques secondes sur Voeckler, qui conserve son maillot jaune. Vanendert revêt le maillot à pois. Uran endosse le maillot blanc,.
Au sortir des Pyrénées, Thomas Voeckler devance au général Fränk Schleck d'1 min 49 s, Cadel Evans de 2 min 06 s, Andy Schleck de 2 min 15 s et Ivan Basso de 3 min 16 s.

### 17 juillet: Sprint à Montpellier

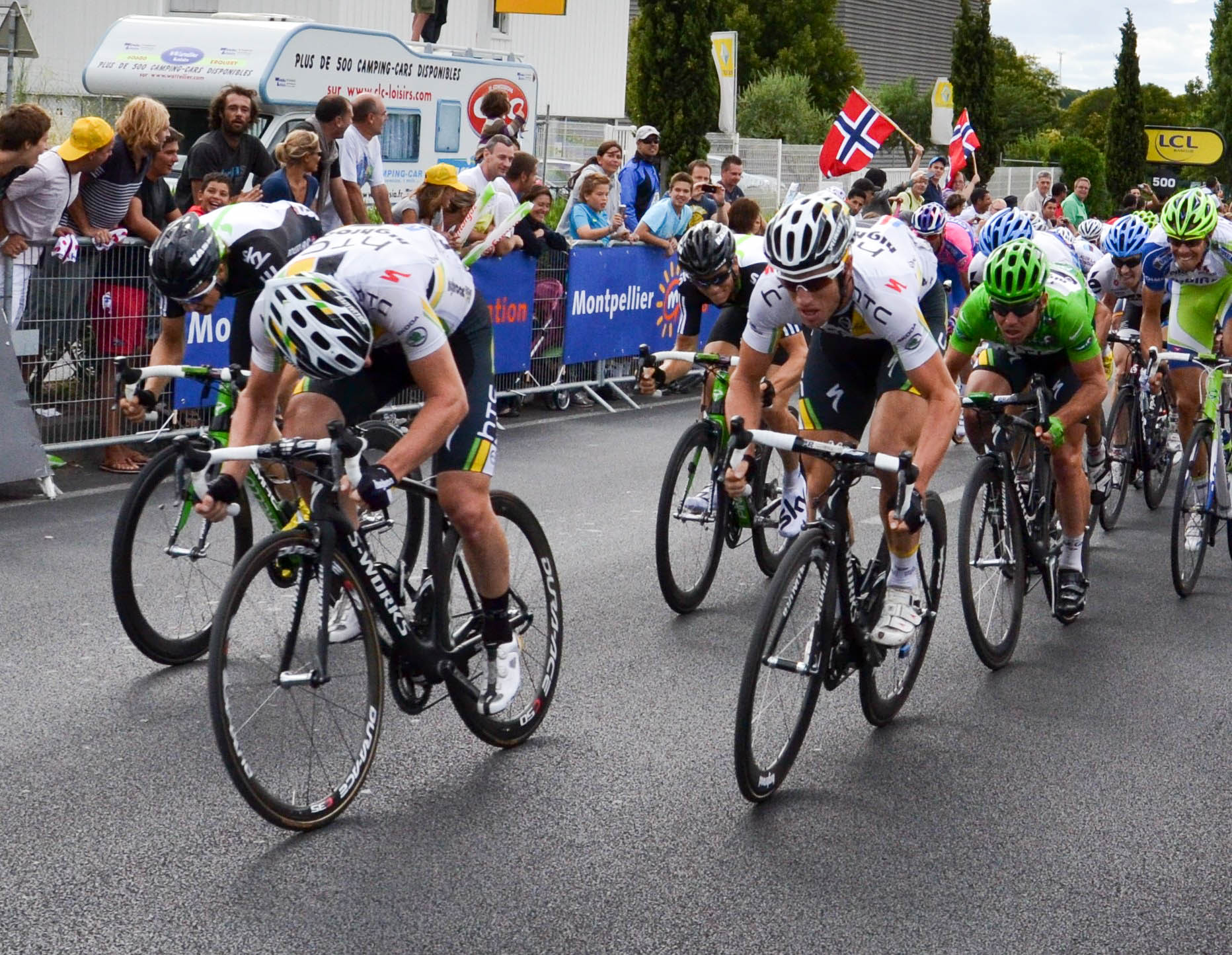
Préparation du sprint final pour Mark Cavendish (maillot vert) vainqueur de la à Montpellier.

La 15e étape, le 17 juillet, se déroule entre Limoux et Montpellier.
Une échappée part dès le kilomètre 2 à l'initiative de Mickaël Delage (FDJ) accompagné de Niki Terpstra (QST), Samuel Dumoulin (COF), Mikhail Ignatyev (KAT) et Anthony Delaplace (SAU). Mais l'échappée est condamnée par l'action de l’équipe HTC-Highroad qui roule en tête de peloton. Terpstra, le dernier à insister, est repris à 3 km de la ligne. Au sprint, Mark Cavendish (THR) l'emporte devant Tyler Farrar (GRM) et Alessandro Petacchi (LAM) et conforte son maillot vert aux dépens de José Joaquín Rojas (MOV),.

### 19 - 20 juillet: Les Norvégiens s'imposent, Contador attaque, A. Schleck et Voeckler perdent du temps
Après la journée de repos, la 16e étape a lieu le 19 juillet entre Saint-Paul-Trois-Châteaux et Gap. Au km 100, une échappée se forme avec Jérémy Roy (FDJ), Edvald Boasson Hagen (SKY), le champion du monde Thor Hushovd (GRM), Ryder Hesjedal (GRM), Tony Martin (THR), Mikhail Ignatiev (KAT), Alan Pérez Lezaun (EUS), Marco Marcato (VCD), Dries Devenyns (QST) et Andriy Grivko (AST). À l'arrivée, un groupe de 3 coureurs, formé de Boasson Hagen, Hesjedal et Hushovd, se présente. L'étape est remportée par Hushovd, pour la deuxième fois sur ce Tour, devant Boasson Hagen. Alberto Contador (SBS) attaque dans la dernière bosse et emmène Cadel Evans (BMC) et Samuel Sánchez (EUS) dans sa roue. Dans le final, Evans parvient à décrocher ses deux compagnons. Au classement général, Cadel Evans prend 3 s à Alberto Contador et Samuel Sánchez, 21 s au groupe du maillot jaune Thomas Voeckler comprenant Fränk Schleck, 54 s à Ivan Basso et 1 min 09 s à Andy Schleck,.

Maillot jaune signé par Andy Schleck

La 17e étape se déroule le 20 juillet entre Gap et Pinerolo. Au km 54, une échappée part avec 14 coureurs : Rubén Pérez (EUS), Maarten Tjallingii, Bauke Mollema (RAB), Dmitriy Fofonov (AST), Dmitriy Muravyev (RSH), Andrey Amador (MOV), Maciej Paterski (LIQ), Edvald Boasson Hagen (SKY), Sylvain Chavanel (QST), Sandy Casar (FDJ), Julien El Fares (COF), Björn Leukemans, Borut Božič (VCD) et Jonathan Hivert (SAU). Après une attaque dans la dernière ascension, Boasson Hagen s'impose en solitaire et gagne ainsi sa deuxième étape dans ce Tour. Dans la descente finale, Contador part suivi de Sánchez, ils parviennent à distancer quelques instants le groupe d'Andy Schleck mais sur la ligne d’arrivée, l’ensemble des favoris arrive groupé, à l'exception de Thomas Voeckler qui perd 27 secondes à la suite d'une sortie de route dans la descente,.

### 21 juillet: Un grand spectacle pour l'étape-reine
La 18e étape, le 21 juillet, reliant Pinerolo au col du Galibier, à 2 655 m d'altitude, est considérée comme l'étape-reine de ce Tour. Dès les premiers kilomètres, une échappée se forme, composée de 14 hommes dont deux coéquipiers d'Andy Schleck. Le premier col se passe sans escarmouche mais dès le milieu du col d'Izoard, Andy Schleck passe à l'offensive alors qu'il reste plus de 60 km de course. Il gagne l'étape au col du Galibier avec 2 minutes et 7 secondes d'avance sur son frère Fränk Schleck qui règle le peloton des favoris. Thomas Voeckler garde son maillot jaune pour 15 secondes, principalement grâce au travail de Cadel Evans qui a pris seul en charge la poursuite derrière Andy Schleck dans la montée du Galibier. De leur côté, Alberto Contador et Samuel Sánchez sont les grands perdants du jour puisqu'ils perdent respectivement 4 minutes 44 et 5 minutes 20 sur le vainqueur du jour. Le maillot blanc change d'épaules : Rein Taaramäe (COF) s'en empare au détriment de Rigoberto Urán (SKY). Le porteur du maillot vert Mark Cavendish arrive hors-délai dans un groupe d'environ 80 coureurs qui seront finalement tous repêchés par les commissaires,.

### 22 juillet: Rolland s'impose, A.Schleck en jaune
La 19e étape, le 22 juillet, est disputée entre Modane et l'Alpe d'Huez. Dès le pied du col du télégraphe, Alberto Contador passe à l'attaque en entrainant Andy Schleck et Thomas Voeckler qui commence par résister mais finit par lâcher et perdre de l'énergie, seul entre deux groupes. Le groupe de Cadel Evans rattrape tout le monde dans la vallée et les favoris entament la montée de l'Alpe d'Huez regroupés. Avant le début de l'ascension de l'Alpe d'Huez, Pierre Rolland (EUC) attaque, il se présente au pied avec 30 secondes d'avance. Plus tard, il est dépassé par Alberto Contador qui a attaqué dans la montée. Il est ensuite rejoint par Samuel Sánchez. Rolland qui vise la victoire d'étape décide de ne plus rouler. Samuel Sanchez revient quand même sur Contador. Derrière, Andy Schleck et Cadel Evans se marquent dans l'optique de la victoire finale. Pierre Rolland réussit à décramponner ses deux compères et s’octroie l'étape et le maillot blanc. Son coéquipier Thomas Voeckler se fait lâcher dans la montée finale et laisse le maillot jaune à Andy Schleck qui compte, au classement général, 53 secondes d'avance sur son frère Fränk Schleck et 57 secondes sur Cadel Evans. Samuel Sánchez termine deuxième de l'étape et conquiert définitivement le maillot à pois,.

### 23 - 24 juillet: Evans, premier Australien vainqueur du Tour

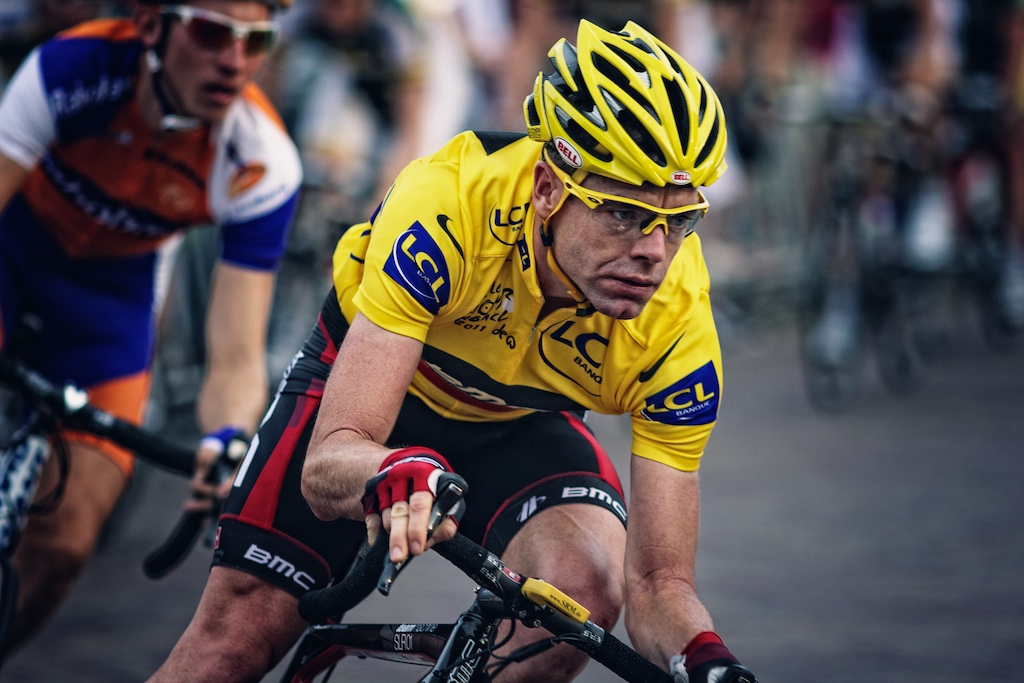
Cadel Evans portant le maillot jaune lors de la dernière étape.

La 20e étape, le 23 juillet, est un contre-la-montre à Grenoble. Il est remporté par l'Allemand Tony Martin. Cadel Evans relègue Andy Schleck à 2 minutes et 31 secondes et s'empare ainsi du maillot jaune avec 1 minute et 34 secondes d'avance. Pierre Rolland ne perd que 48 s sur Rein Taaramäe et conserve ainsi le maillot blanc de meilleur jeune du Tour,.
L'étape finale des Champs-Élysées, le 24 juillet, voit la victoire au sprint du maillot vert Mark Cavendish devant Edvald Boasson Hagen et André Greipel. Aucun classement n'est modifié notablement. Cadel Evans devient le premier Australien à remporter la course et, à 34 ans, le plus vieux vainqueur d'après-guerre. Il devance au classement général les frères luxembourgeois Andy (2e à 1 min 34 s) et Fränk Schleck (3e à 2 min 30 s), le Français Thomas Voeckler (4e à 3 min 20 s) et l'Espagnol Alberto Contador (5e à 3 min 57 s). Andy Schleck est 2e du Tour, sa défaite est due essentiellement à sa faiblesse en contre-la montre et en descente. Mark Cavendish, vainqueur de cinq étapes devient le premier Britannique lauréat du classement par points, tandis que l'Espagnol Samuel Sánchez s'adjuge le maillot à pois du classement de la montagne. Le Français Pierre Rolland, 10ème de l'épreuve, remporte le maillot blanc de meilleur jeune. L'équipe américaine Garmin-Cervélo gagne le classement par équipes et le Français Jérémy Roy le prix de super-combatif du Tour,.

## Étapes
| Étape     | Date            | Villes étapes                                                           |                              | Distance (km)         | Vainqueur d’étape     | Leader du classement général |
| --------- | --------------- | ----------------------------------------------------------------------- | ---------------------------- | --------------------- | --------------------- | ---------------------------- |
| 1re étape | sam. 2 juillet  | Passage du Gois - La Barre-de-Monts – Mont des Alouettes - Les Herbiers | Étape de plaine              | 191,5                 | Philippe Gilbert      | Philippe Gilbert             |
| 2e étape  | dim. 3 juillet  | Les Essarts – Les Essarts                                               | Contre-la-montre par équipes | 23                    | Garmin-Cervélo        | Thor Hushovd                 |
| 3e étape  | lun. 4 juillet  | Olonne-sur-Mer – Redon                                                  | Étape de plaine              | 198                   | Tyler Farrar          | Thor Hushovd                 |
| 4e étape  | mar. 5 juillet  | Lorient – Mûr-de-Bretagne                                               | Étape de plaine              | 172,5                 | Cadel Evans           | Thor Hushovd                 |
| 5e étape  | mer. 6 juillet  | Carhaix – Cap Fréhel                                                    | Étape de plaine              | 164,5                 | Mark Cavendish        | Thor Hushovd                 |
| 6e étape  | jeu. 7 juillet  | Dinan – Lisieux                                                         | Étape de plaine              | 226,5                 | Edvald Boasson Hagen  | Thor Hushovd                 |
| 7e étape  | ven. 8 juillet  | Le Mans – Châteauroux                                                   | Étape de plaine              | 218                   | Mark Cavendish        | Thor Hushovd                 |
| 8e étape  | sam. 9 juillet  | Aigurande – Super-Besse - Sancy                                         | Étape accidentée             | 189                   | Rui Costa             | Thor Hushovd                 |
| 9e étape  | dim. 10 juillet | Issoire – Saint-Flour                                                   | Étape accidentée             | 208                   | Luis León Sánchez     | Thomas Voeckler              |
|           | lun. 11 juillet | Le Lioran - Cantal                                                      | Jour de repos                | Journée de repos no 1 | Journée de repos no 1 | Journée de repos no 1        |
| 10e étape | mar. 12 juillet | Aurillac – Carmaux                                                      | Étape de plaine              | 158                   | André Greipel         | Thomas Voeckler              |
| 11e étape | mer. 13 juillet | Blaye-les-Mines – Lavaur                                                | Étape de plaine              | 167,5                 | Mark Cavendish        | Thomas Voeckler              |
| 12e étape | jeu. 14 juillet | Cugnaux – Luz-Ardiden                                                   | Étape de montagne            | 211                   | Samuel Sánchez        | Thomas Voeckler              |
| 13e étape | ven. 15 juillet | Pau – Lourdes                                                           | Étape de montagne            | 152,5                 | Thor Hushovd          | Thomas Voeckler              |
| 14e étape | sam. 16 juillet | Saint-Gaudens – Plateau de Beille                                       | Étape de montagne            | 168,5                 | Jelle Vanendert       | Thomas Voeckler              |
| 15e étape | dim. 17 juillet | Limoux – Montpellier                                                    | Étape de plaine              | 192,5                 | Mark Cavendish        | Thomas Voeckler              |
|           | lun. 18 juillet | Département de la Drôme                                                 | Jour de repos                | Journée de repos no 2 | Journée de repos no 2 | Journée de repos no 2        |
| 16e étape | mar. 19 juillet | Saint-Paul-Trois-Châteaux – Gap                                         | Étape accidentée             | 162,5                 | Thor Hushovd          | Thomas Voeckler              |
| 17e étape | mer. 20 juillet | Gap – Pinerolo (ITA)                                                    | Étape de montagne            | 179                   | Edvald Boasson Hagen  | Thomas Voeckler              |
| 18e étape | jeu. 21 juillet | Pinerolo (ITA) – Galibier - Serre Chevalier                             | Étape de montagne            | 200,5                 | Andy Schleck          | Thomas Voeckler              |
| 19e étape | ven. 22 juillet | Modane - Valfréjus – L'Alpe d'Huez                                      | Étape de montagne            | 109,5                 | Pierre Rolland        | Andy Schleck                 |
| 20e étape | sam. 23 juillet | Grenoble – Grenoble                                                     | Contre-la-montre individuel  | 42,5                  | Tony Martin           | Cadel Evans                  |
| 21e étape | dim. 24 juillet | Créteil – Paris - Champs-Élysées                                        | Étape de plaine              | 95                    | Mark Cavendish        | Cadel Evans                  |

## Classements

### Classement général final
Alberto Contador, initialement 5e à 3 min 57 s du vainqueur, est déchu le 6 février 2012 de tous ses résultats depuis juillet 2010 par le Tribunal arbitral du sport. En conséquence, tous les coureurs ayant initialement terminé entre la 6e et la 21e place sont crédités d'une place, tandis que la 21e place reste vacante.
| Classement général | Classement général              | Classement général | Classement général                  | Classement général  |
|                    | Coureur                         | Pays               | Équipe                              | Temps               |
| ------------------ | ------------------------------- | ------------------ | ----------------------------------- | ------------------- |
| 1er                | Cadel Evans                     | Australie          | BMC Racing                          | en 86 h 12 min 22 s |
| 2e                 | Andy Schleck                    | Luxembourg         | Leopard-Trek                        | + 1 min 34 s        |
| 3e                 | Fränk Schleck                   | Luxembourg         | Leopard-Trek                        | + 2 min 30 s        |
| 4e                 | Thomas Voeckler                 | France             | Europcar                            | + 3 min 20 s        |
| 5e                 | Alberto Contador Samuel Sánchez | Espagne            | Saxo Bank-Sungard Euskaltel-Euskadi | + 4 min 55 s        |
| 6e                 | Damiano Cunego                  | Italie             | Lampre-ISD                          | + 6 min 5 s         |
| 7e                 | Ivan Basso                      | Italie             | Liquigas-Cannondale                 | + 7 min 23 s        |
| 8e                 | Thomas Danielson                | États-Unis         | Garmin-Cervélo                      | + 8 min 15 s        |
| 9e                 | Jean-Christophe Péraud          | France             | AG2R La Mondiale                    | + 10 min 11 s       |
| 10e                | Pierre Rolland                  | France             | Europcar                            | + 10 min 43 s       |
| 11e                | Rein Taaramäe                   | Estonie            | Cofidis                             | + 11 min 29 s       |
| 12e                | Kevin De Weert                  | Belgique           | Quick Step                          | + 16 min 29 s       |
| 13e                | Jérôme Coppel                   | France             | Saur-Sojasun                        | + 18 min 36 s       |
| 14e                | Arnold Jeannesson               | France             | FDJ                                 | + 21 min 20 s       |
| 15e                | Haimar Zubeldia                 | Espagne            | RadioShack                          | + 26 min 23 s       |
| 16e                | Christian Vande Velde           | États-Unis         | Garmin-Cervélo                      | + 27 min 12 s       |
| 17e                | Ryder Hesjedal                  | Canada             | Garmin-Cervélo                      | + 27 min 14 s       |
| 18e                | Peter Velits                    | Slovaquie          | HTC-Highroad                        | + 28 min 54 s       |
| 19e                | Jelle Vanendert                 | Belgique           | Omega Pharma-Lotto                  | + 32 min 41 s       |
| 20e                | Rob Ruijgh                      | Pays-Bas           | Vacansoleil-DCM                     | + 33 min 4 s        |
| 21e                | Place vacante                   | —                  | —                                   |                     |
| 22e                | Hubert Dupont                   | France             | AG2R La Mondiale                    | + 36 min 54 s       |
| 23e                | Vladimir Gusev                  | Russie             | Katusha                             | + 42 min 26 s       |
| 24e                | Rigoberto Urán                  | Colombie           | Sky                                 | + 42 min 48 s       |
| 25e                | Gorka Verdugo                   | Espagne            | Euskaltel-Euskadi                   | + 43 min 6 s        |
| modifier           |                                 |                    |                                     |                     |

### Classements annexes finals
| Classement par points | Classement par points          | Classement par points | Classement par points | Classement par points |
| --------------------- | ------------------------------ | --------------------- | --------------------- | --------------------- |
|                       | Coureur                        | Pays                  | Équipe                | Point(s)              |
| 1er                   | Mark Cavendish                 | Royaume-Uni           | HTC-Highroad          | 334 points            |
| 2e                    | José Joaquín Rojas             | Espagne               | Movistar              | 272 pts               |
| 3e                    | Philippe Gilbert               | Belgique              | Omega Pharma-Lotto    | 236 pts               |
| 4e                    | Cadel Evans                    | Australie             | BMC Racing            | 208 pts               |
| 5e                    | Thor Hushovd                   | Norvège               | Garmin-Cervélo        | 195 pts               |
| 6e                    | Edvald Boasson Hagen           | Norvège               | Sky                   | 192 pts               |
| 7e                    | André Greipel                  | Allemagne             | Omega Pharma-Lotto    | 160 pts               |
| 8e                    | Tyler Farrar                   | États-Unis            | Garmin-Cervélo        | 127 pts               |
| 9e                    | Samuel Sánchez                 | Espagne               | Euskaltel-Euskadi     | 105 pts               |
| 10e                   | Alberto Contador Place vacante | Espagne —             | Saxo Bank-Sungard —   |                       |
| modifier              |                                |                       |                       |                       |

| Classement du meilleur grimpeur | Classement du meilleur grimpeur | Classement du meilleur grimpeur | Classement du meilleur grimpeur | Classement du meilleur grimpeur |
| ------------------------------- | ------------------------------- | ------------------------------- | ------------------------------- | ------------------------------- |
|                                 | Coureur                         | Pays                            | Équipe                          | Point(s)                        |
| 1er                             | Samuel Sánchez                  | Espagne                         | Euskaltel-Euskadi               | 108 points                      |
| 2e                              | Andy Schleck                    | Luxembourg                      | Leopard-Trek                    | 98 pts                          |
| 3e                              | Jelle Vanendert                 | Belgique                        | Omega Pharma-Lotto              | 74 pts                          |
| 4e                              | Cadel Evans                     | Australie                       | BMC Racing                      | 58 pts                          |
| 5e                              | Fränk Schleck                   | Luxembourg                      | Leopard-Trek                    | 56 pts                          |
| 6e                              | Alberto Contador Place vacante  | Espagne —                       | Saxo Bank-Sungard —             |                                 |
| 7e                              | Jérémy Roy                      | France                          | FDJ                             | 45 pts                          |
| 8e                              | Pierre Rolland                  | France                          | Europcar                        | 44 pts                          |
| 9e                              | Maxim Iglinskiy                 | Kazakhstan                      | Astana                          | 40 pts                          |
| 10e                             | Johnny Hoogerland               | Pays-Bas                        | Vacansoleil-DCM                 | 40 pts                          |
| modifier                        |                                 |                                 |                                 |                                 |

| Classement du meilleur jeune | Classement du meilleur jeune | Classement du meilleur jeune | Classement du meilleur jeune | Classement du meilleur jeune |
|                              | Coureur                      | Pays                         | Équipe                       | Temps                        |
| ---------------------------- | ---------------------------- | ---------------------------- | ---------------------------- | ---------------------------- |
| 1er                          | Pierre Rolland               | France                       | Europcar                     | en 86 h 23 min 5 s           |
| 2e                           | Rein Taaramäe                | Estonie                      | Cofidis                      | + 46 s                       |
| 3e                           | Jérôme Coppel                | France                       | Saur-Sojasun                 | + 7 min 53 s                 |
| 4e                           | Arnold Jeannesson            | France                       | FDJ                          | + 10 min 37 s                |
| 5e                           | Rob Ruijgh                   | Pays-Bas                     | Vacansoleil-DCM              | + 22 min 21 s                |
| 6e                           | Rigoberto Urán               | Colombie                     | Sky                          | + 32 min 5 s                 |
| 7e                           | Geraint Thomas               | Royaume-Uni                  | Sky                          | + 50 min 5 s                 |
| 8e                           | Robert Gesink                | Pays-Bas                     | Rabobank                     | + 54 min 26 s                |
| 9e                           | Cyril Gautier                | France                       | Europcar                     | + 1 h 17 min 0 s             |
| 10e                          | Andrey Zeits                 | Kazakhstan                   | Astana                       | + 1 h 21 min 5 s             |
| modifier                     |                              |                              |                              |                              |

| Classement par équipes | Classement par équipes | Classement par équipes | Classement par équipes |
|                        | Équipe                 | Pays                   | Temps                  |
| ---------------------- | ---------------------- | ---------------------- | ---------------------- |
| 1re                    | Garmin-Cervélo         | États-Unis             | en 258 h 18 min 49 s   |
| 2e                     | Leopard-Trek           | Luxembourg             | + 11 min 4 s           |
| 3e                     | AG2R La Mondiale       | France                 | + 11 min 20 s          |
| 4e                     | Europcar               | France                 | + 41 min 53 s          |
| 5e                     | Euskaltel-Euskadi      | Espagne                | + 52 min 0 s           |
| 6e                     | Sky                    | Royaume-Uni            | + 58 min 24 s          |
| 7e                     | Katusha                | Russie                 | + 1 h 9 min 39 s       |
| 8e                     | Saxo Bank-Sungard      | Danemark               | + 1 h 16 min 12 s      |
| 9e                     | FDJ                    | France                 | + 1 h 30 min 16 s      |
| 10e                    | Cofidis                | France                 | + 1 h 47 min 29 s      |
| modifier               |                        |                        |                        |

#### Prix de la combativité
- Jérémy Roy  (FDJ)[108]

### Évolution des classements
| Étape              | Vainqueur            | Classement général | Classement par points | Classement de la montagne | Classement du meilleur jeune | Classement par équipes | Prix de la combativité       |
| ------------------ | -------------------- | ------------------ | --------------------- | ------------------------- | ---------------------------- | ---------------------- | ---------------------------- |
| 1                  | Philippe Gilbert     | Philippe Gilbert   | Philippe Gilbert      | Philippe Gilbert          | Geraint Thomas               | Omega Pharma-Lotto     | Perrig Quéméneur             |
| 2                  | Garmin-Cervélo       | Thor Hushovd       | Philippe Gilbert      | Philippe Gilbert          | Geraint Thomas               | Garmin-Cervélo         | Non décerné                  |
| 3                  | Tyler Farrar         | Thor Hushovd       | José Joaquín Rojas    | Philippe Gilbert          | Geraint Thomas               | Garmin-Cervélo         | Mickaël Delage               |
| 4                  | Cadel Evans          | Thor Hushovd       | José Joaquín Rojas    | Cadel Evans               | Geraint Thomas               | Garmin-Cervélo         | Jérémy Roy                   |
| 5                  | Mark Cavendish       | Thor Hushovd       | Philippe Gilbert      | Cadel Evans               | Geraint Thomas               | Garmin-Cervélo         | José Iván Gutiérrez          |
| 6                  | Edvald Boasson Hagen | Thor Hushovd       | Philippe Gilbert      | Johnny Hoogerland         | Geraint Thomas               | Garmin-Cervélo         | Adriano Malori               |
| 7                  | Mark Cavendish       | Thor Hushovd       | José Joaquín Rojas    | Johnny Hoogerland         | Robert Gesink                | Garmin-Cervélo         | Yannick Talabardon           |
| 8                  | Rui Costa            | Thor Hushovd       | Philippe Gilbert      | Tejay van Garderen        | Robert Gesink                | Garmin-Cervélo         | Tejay van Garderen           |
| 9                  | Luis León Sánchez    | Thomas Voeckler    | Philippe Gilbert      | Johnny Hoogerland         | Robert Gesink                | Europcar               | J.A. Flecha et J. Hoogerland |
| 10                 | André Greipel        | Thomas Voeckler    | Philippe Gilbert      | Johnny Hoogerland         | Robert Gesink                | Europcar               | Marco Marcato                |
| 11                 | Mark Cavendish       | Thomas Voeckler    | Mark Cavendish        | Johnny Hoogerland         | Robert Gesink                | Europcar               | Mickaël Delage               |
| 12                 | Samuel Sánchez       | Thomas Voeckler    | Mark Cavendish        | Samuel Sánchez            | Arnold Jeannesson            | Leopard-Trek           | Geraint Thomas               |
| 13                 | Thor Hushovd         | Thomas Voeckler    | Mark Cavendish        | Jérémy Roy                | Arnold Jeannesson            | Garmin-Cervélo         | Jérémy Roy                   |
| 14                 | Jelle Vanendert      | Thomas Voeckler    | Mark Cavendish        | Jelle Vanendert           | Rigoberto Urán               | Leopard-Trek           | Sandy Casar                  |
| 15                 | Mark Cavendish       | Thomas Voeckler    | Mark Cavendish        | Jelle Vanendert           | Rigoberto Urán               | Leopard-Trek           | Niki Terpstra                |
| 16                 | Thor Hushovd         | Thomas Voeckler    | Mark Cavendish        | Jelle Vanendert           | Rigoberto Urán               | Garmin-Cervélo         | Mikhail Ignatiev             |
| 17                 | Edvald Boasson Hagen | Thomas Voeckler    | Mark Cavendish        | Jelle Vanendert           | Rigoberto Urán               | Garmin-Cervélo         | Rubén Pérez                  |
| 18                 | Andy Schleck         | Thomas Voeckler    | Mark Cavendish        | Jelle Vanendert           | Rein Taaramäe                | Garmin-Cervélo         | Andy Schleck                 |
| 19                 | Pierre Rolland       | Andy Schleck       | Mark Cavendish        | Samuel Sánchez            | Pierre Rolland               | Garmin-Cervélo         | Alberto Contador             |
| 20                 | Tony Martin          | Cadel Evans        | Mark Cavendish        | Samuel Sánchez            | Pierre Rolland               | Garmin-Cervélo         | Non décerné                  |
| 21                 | Mark Cavendish       | Cadel Evans        | Mark Cavendish        | Samuel Sánchez            | Pierre Rolland               | Garmin-Cervélo         | Non décerné                  |
| Classements finals | Classements finals   | Cadel Evans        | Mark Cavendish        | Samuel Sánchez            | Pierre Rolland               | Garmin-Cervélo         | Jérémy Roy                   |

### UCI World Tour
Ce Tour de France attribue des points pour l'UCI World Tour 2011, seulement aux coureurs des équipes ayant un label ProTeam. Les coureurs des équipes continentales professionnelles (Cofidis, Europcar, FDJ et Saur-Sojasun) n'obtiennent donc pas de point. Le classement World Tour est notamment pris en compte pour les quotas de places des championnats du monde 2011 et des Jeux olympiques de 2012.
| Position           | 1er | 2e  | 3e  | 4e  | 5e  | 6e | 7e | 8e | 9e | 10e | 11e | 12e | 13e | 14e | 15e | 16e | 17e | 18e | 19e | 20e |
| Classement général | 200 | 150 | 120 | 110 | 100 | 90 | 80 | 70 | 60 | 50  | 40  | 30  | 24  | 20  | 16  | 12  | 10  | 8   | 6   | 4   |
| Par étape          | 20  | 10  | 6   | 4   | 2   |    |    |    |    |     |     |     |     |     |     |     |     |     |     |     |

| #  | Coureur              | Équipe              | Pts |
| -- | -------------------- | ------------------- | --- |
| 1  | Cadel Evans          | BMC Racing          | 260 |
| 2  | Andy Schleck         | Leopard-Trek        | 176 |
| 3  | Fränk Schleck        | Leopard-Trek        | 136 |
| 4  | Samuel Sánchez       | Euskaltel-Euskadi   | 134 |
| 5  | Alberto Contador     | Saxo Bank-Sungard   | 122 |
| 6  | Mark Cavendish       | HTC-Highroad        | 112 |
| 7  | Damiano Cunego       | Lampre-ISD          | 80  |
| 8  | Ivan Basso           | Liquigas-Cannondale | 78  |
| 9  | Edvald Boasson Hagen | Sky                 | 62  |
| 10 | Thomas Danielson     | Garmin-Cervélo      | 60  |

| 11 | Thor Hushovd           | Garmin-Cervélo      | 56 |
| 12 | Jean-Christophe Péraud | AG2R La Mondiale    | 50 |
| 13 | Philippe Gilbert       | Omega Pharma-Lotto  | 46 |
| 14 | André Greipel          | Omega Pharma-Lotto  | 42 |
| 15 | Tyler Farrar           | Garmin-Cervélo      | 40 |
| 16 | Jelle Vanendert        | Omega Pharma-Lotto  | 34 |
| 17 | José Joaquín Rojas     | Movistar            | 26 |
| 18 | Tony Martin            | HTC-Highroad        | 24 |
|    | Kevin De Weert         | Quick Step          | 24 |
| 20 | Rui Costa              | Movistar            | 20 |
|    | Luis León Sánchez      | Rabobank            | 20 |
|    | Romain Feillu          | Vacansoleil-DCM     | 20 |
| 23 | Alessandro Petacchi    | Lampre-ISD          | 16 |
| 24 | Ryder Hesjedal         | Garmin-Cervélo      | 14 |
| 25 | Haimar Zubeldia        | RadioShack          | 12 |
| 26 | Matthew Goss           | HTC-Highroad        | 10 |
|    | Bauke Mollema          | Rabobank            | 10 |
|    | Christian Vande Velde  | Garmin-Cervélo      | 10 |
|    | Peter Velits           | HTC-Highroad        | 10 |
| 30 | Alexandre Vinokourov   | Astana              | 6  |
|    | Rigoberto Urán         | Sky                 | 6  |
| 32 | Sébastien Hinault      | AG2R La Mondiale    | 4  |
|    | Denis Galimzyanov      | Katusha             | 4  |
|    | Lars Ytting Bak        | HTC-Highroad        | 4  |
|    | Daniel Oss             | Liquigas-Cannondale | 4  |
|    | Thomas De Gendt        | Vacansoleil-DCM     | 4  |
| 37 | Geraint Thomas         | Sky                 | 2  |
|    | Jurgen Van den Broeck  | Omega Pharma-Lotto  | 2  |
|    | Jérôme Pineau          | Quick Step          | 2  |
|    | Sylvain Chavanel       | Quick Step          | 2  |
|    | Richie Porte           | Saxo Bank-Sungard   | 2  |
|    | Mikhail Ignatiev       | Katusha             | 2  |
|    | Fabian Cancellara      | Leopard-Trek        | 2  |

| Pos | Coureur              | Pays       | Équipe             | Points |
| --- | -------------------- | ---------- | ------------------ | ------ |
| 1   | Cadel Evans          | Australie  | BMC Racing         | 574    |
| 2   | Alberto Contador     | Espagne    | Saxo Bank-Sungard  | 471    |
| 3   | Philippe Gilbert     | Belgique   | Omega Pharma-Lotto | 402    |
| 4   | Michele Scarponi     | Italie     | Lampre-ISD         | 348    |
| 5   | Samuel Sánchez       | Espagne    | Euskaltel-Euskadi  | 297    |
| 6   | Joaquim Rodríguez    | Espagne    | Katusha            | 288    |
| 7   | Fränk Schleck        | Luxembourg | Leopard-Trek       | 262    |
| 8   | Andy Schleck         | Luxembourg | Leopard-Trek       | 252    |
| 9   | Fabian Cancellara    | Suisse     | Leopard-Trek       | 250    |
| 10  | Alexandre Vinokourov | Kazakhstan | Astana             | 230    |

### Gains par équipes
Les gains cumulés par équipes lors du Tour de France 2011 sont répertoriés dans le tableau ci-dessous.
| Pos | Pays        | Équipe              | Gain      | Victoire d'étape |
| --- | ----------- | ------------------- | --------- | ---------------- |
| 1   | États-Unis  | BMC Racing          | 493 990 € | 1                |
| 2   | Luxembourg  | Leopard-Trek        | 395 310 € | 1                |
| 3   | France      | Europcar            | 147 310 € | 1                |
| 4   | États-Unis  | Garmin-Cervélo      | 145 940 € | 4                |
| 5   | États-Unis  | HTC-Highroad        | 104 940 € | 6                |
| 6   | Belgique    | Omega Pharma-Lotto  | 96 600 €  | 3                |
| 7   | France      | FDJ                 | 90 660 €  |                  |
| 8   | Espagne     | Euskaltel-Euskadi   | 87 780 €  | 1                |
| 9   | Danemark    | Saxo Bank-Sungard   | 72 290 €  |                  |
| 10  | Royaume-Uni | Sky                 | 67 000 €  | 2                |
| 11  | Espagne     | Movistar            | 46 660 €  | 1                |
| 12  | France      | AG2R La Mondiale    | 45 560 €  |                  |
| 13  | France      | Cofidis             | 41 740 €  |                  |
| 14  | Pays-Bas    | Vacansoleil-DCM     | 35 650 €  |                  |
| 15  | Italie      | Lampre-ISD          | 30 100 €  |                  |
| 16  | France      | Saur-Sojasun        | 26 930 €  |                  |
| 17  | Pays-Bas    | Rabobank            | 24 290 €  | 1                |
| 18  | Italie      | Liquigas-Cannondale | 22 360 €  |                  |
| 19  | Belgique    | Quick Step          | 19 940 €  |                  |
| 20  | Russie      | Katusha             | 12 380 €  |                  |
| 21  | Kazakhstan  | Astana              | 11 710 €  |                  |
| 22  | États-Unis  | RadioShack          | 10 540 €  |                  |

## Médiatisation
Le Tour de France 2011 est diffusé à la télévision dans 190 pays. Une centaine de chaînes retransmet le Tour mais seulement soixante en direct, les autres chaînes se reposent sur un suivi en différé grâce à des résumés. Le Tour 2011 est diffusé par deux nouveaux pays : la Corée du Sud et la Thaïlande. La République tchèque et la Slovaquie diffusent désormais en direct pour suivre les résultats de coureurs nationaux comme le Tchèque Roman Kreuziger et le Slovaque Peter Sagan. Selon Julien Goupil, responsable médias de l'épreuve, « La médiatisation suit l'internationalisation du cyclisme. » En Europe le réseau est étoffé avec le tandem chaînes publiques gratuites et canaux thématiques payants, dans les zones où le vélo est plus confidentiel, les chaînes payantes spécialisées conservent un monopole. 260 cadreurs, dont 30 pour France Télévisions, tournent des images de la course et de ses à-côtés.
La diffusion du Tour via Internet se développe également : en 2010, le site internet du Tour a attiré 11 millions de visiteurs en trois semaines. Le streaming fonctionne bien sur les sites des chaînes généralistes, les mobiles et applications iPhone aussi. Environ 240 photographes couvrent le Tour pour leur journal ou l’une des 70 agences qui commercialisent leurs photos. 72 stations de radio et 350 titres ou agences de presse écrite accrédités commentent le Tour,.

## Sponsors
Les sponsors appelés « partenaires » sont répartis en plusieurs catégories par l’organisation du Tour,. Depuis la fin des années 1980, le Tour de France s'appuie sur un « club des partenaires » ou « Club du Tour de France » formé de 4 partenaires principaux : Carrefour, partenaire du maillot à pois, présent depuis 1993 avec Champion ; LCL, partenaire du maillot jaune, présent depuis 1981 ; Skoda, partenaire du maillot blanc, voiture officielle, présent depuis 2004 ; Vittel, partenaire du vainqueur d'étape, présent depuis 2001 avec Aquarel.
Les diffuseurs officiels sont France 2, France 3, France 4, Eurovision, et le partenaire média officiel est Aujourd'hui en France.
Les partenaires officiels sont AG2R La Mondiale, motos informations et régulation ; Alcatel ; Antargaz ; Brandt, partenaire du prix de la combativité, présent depuis 2006 ; Festina, chronométreur officiel, présent depuis 1991 ; Group Digital, parrain du classement par équipes ; Nike ; Orange, transmission et télécommunications, présent depuis 1996 avec Itineris ; PMU, partenaire du maillot vert, présent depuis 1990.
Les partenaires environnement sont l'Agence régionale pour l'environnement Midi-Pyrénées, Éco-Emballages.
Les fournisseurs officiels sont Banette, Belin, Cochonou, Etap Hotel, Europcar, Haribo, Kawasaki, Mavic, Nesquik, PowerBar, Qatar Airways, Ricoré, St-Michel, Sodexo, Sojasun, Teisseire, Vision plus.
Les partenaires techniques sont Bosch Car Service, Doublet, Kleber, Norbert Dentressangle, Petit ambulances.
Les partenaires institutionnels sont l'Assemblée des départements de France et le Ministère de l'intérieur.
La course est précédée d'une caravane publicitaire qui forme une procession multiforme et multicolore s'étalant sur 20 km et qui offre une animation de plus de 45 minutes. La caravane est formée de 160 véhicules animés et décorés, elle comprend 600 caravaniers, 12 gardes républicains, 4 motards régulateurs et 3 voitures médicales. 16 millions de cadeaux sont distribués durant le Tour. 33 marques sont représentées avec pour chacune un investissement de 200 000 à 500 000 €.

## Dopage et lutte antidopage

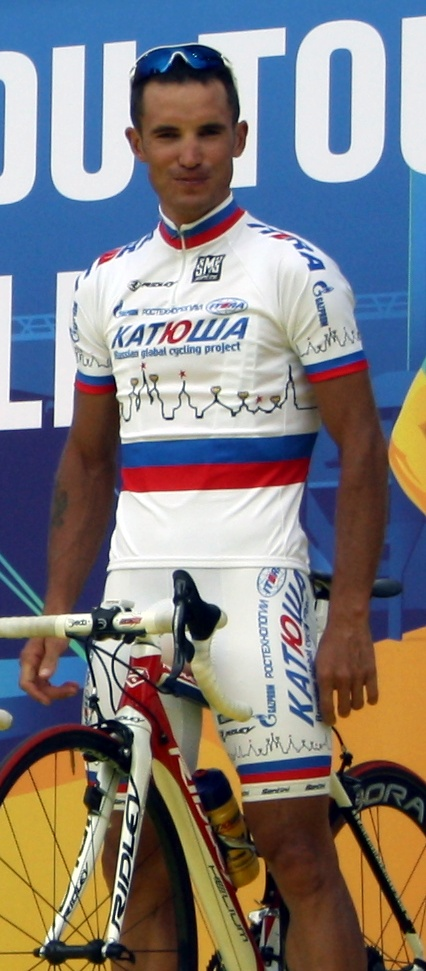
Alexandr Kolobnev est contrôlé positif à un diurétique.

L'Agence française de lutte contre le dopage (AFLD) avait été bannie de l'édition 2010 du Tour de France, l'Union cycliste internationale (UCI) était la seule autorité antidopage. Au cours d'une conférence de presse, le 23 juin 2011, le président de l'AFLD, Bruno Genevois, annonce la réconciliation des deux entités : « Un accord en bonne et due forme a été signé le 20 juin ». Durant le Tour 2011, l'AFLD mène les contrôles conjointement avec l'UCI. En tant que fédération internationale, l’UCI chapeaute la direction des contrôles mais les deux instances échangent leurs informations afin d’affiner la stratégie à mettre en place. Tous les coureurs (198) font l’objet d’un contrôle sanguin le jeudi précédant le départ du Tour. Durant l’épreuve, des contrôles à la fois urinaires et sanguins sont réalisés. Le nombre de contrôles effectués est resté volontairement secret mais serait sensiblement équivalent à ce qui se faisait précédemment (environ 500 contrôles en 2010). Les contrôles sanguins réalisés avant l'épreuve sont analysés à Lausanne. Le laboratoire de Châtenay-Malabry se charge des échantillons prélevés durant la compétition. D'autres laboratoires peuvent également être sollicités dans le cas de détection spécifique,,.
Le favori de l'épreuve et tenant du titre Alberto Contador est suspendu à titre provisoire par l'UCI en septembre 2010 en raison d'un résultat d'analyse révélant la présence de clenbuterol dans un échantillon d'urine prélevé lors du Tour de France 2010. La faible concentration de ce produit conduit l'UCI à mener « des investigations scientifiques complémentaires, en collaboration avec l'Agence mondiale antidopage. Alberto Contador affirme avoir été victime d'une contamination alimentaire,. La fédération espagnole de cyclisme blanchit le coureur, puis le tribunal arbitral du sport (TAS) se saisit de l'affaire. Le TAS doit prendre sa décision en août 2011, ce qui permet à Contador de participer au Tour 2011. La présence de Contador malgré un contrôle positif est mal accueillie par les spectateurs lors de la présentation des équipes. Après la fin du Tour 2011, le TAS annonce que l'audience de Contador est reportée en novembre 2011. Début 2012, l'Espagnol voit sa victoire dans le Tour de France 2010 annulée. De plus tous les autres coureurs classés de la sixième jusqu'à la vingt-et-unième place se voient gagner un rang, la place de vingt-et-unième restant vacante.
Le 29 juin 2011, c'est l'entourage de l'équipe Omega Pharma-Lotto qui est lié au dopage. on apprend que les douaniers de l'aéroport de Bruxelles ont saisi, dans des colis, des produits dopants (TB 500) achetés en Australie et destinés à Wim Vansevenant, le chauffeur de bus VIP d'Omega Pharma-Lotto et ancien coureur. Les faits remontent à une quinzaine de jours auparavant. Il est écarté du Tour par Omega Pharma-Lotto et une enquête est alors ouverte par le parquet fédéral,. Le même jour, dans une interview accordée à l'agence Belga, il explique avoir été interrogé la veille pendant près de quatre heures et affirme que les produits qu'il attendait étaient censés être des « acides aminés» destinés à sa propre consommation personnelle.
Le 1er juillet 2011, la gendarmerie de Challans a saisi un bus de l'équipe Quick Step puis l'a conduit à La Roche-sur-Yon pour qu'il soit inspecté. Cette opération a été menée par la section de recherche d'Angers et par l'Office central de lutte contre les atteintes à l'environnement et à la santé publique (Oclaesp). La saisie a été faite dans le cadre d'une enquête préliminaire ouverte par le parquet de Paris. Quelques heures plus tard, on apprend que les enquêteurs n'ont rien trouvé de suspect et ainsi, le véhicule a pu regagner l'hôtel de l'équipe, à Challans.
Le 11 juillet 2011, le coureur Alexandr Kolobnev (équipe Katusha) est exclu du Tour de France à la suite d'un contrôle positif à un diurétique, l'hydrochlorothiazide (HCT), le 6 juillet lors de la 5e étape. Le 20 juillet 2011, la contre-expertise de l'échantillon B se révèle également positive. L'Union cycliste internationale (UCI) peut donc transmettre le dossier disciplinaire de Kolobnev à la Fédération russe de cyclisme, qui statuera sur son cas. Le 21 juillet 2011, Kolobnev explique son contrôle positif par une contamination. Le 25 octobre 2011, Kolobnev est condamné par la commission antidopage de la fédération russe à une amende de 1 560 dollars (1 120 euros) mais échappe à une suspension grâce à des circonstances atténuantes. Le 2 décembre 2011, l'UCI fait appel de cette décision devant le TAS.
En octobre 2012, l’UCI annonce qu'une procédure disciplinaire à l’encontre du coureur espagnol Carlos Barredo est ouverte à la suite d'anomalies dans son passeport biologique. Il est finalement suspendu deux ans et est disqualifié des courses auxquelles il a participé entre le 26 octobre 2007 et le 24 septembre 2011 dont sa 35e place sur cette édition du Tour de France qui reste vacante,.

## Bilans

### Victoire de Cadel Evans: les raisons et l'impact
Cadel Evans est non seulement le premier vainqueur Australien dans l'histoire du Tour de France, mais aussi le premier vainqueur originaire de l'hémisphère Sud, ce qui illustre la mondialisation du cyclisme. Il est aussi « le premier vainqueur issu du VTT, discipline de moins de trente ans d'âge au plus haut niveau ». Comme Alberto Contador, il montre « qu'il est possible de gagner le Tour après avoir répondu présent en mars (victoire dans Tirreno-Adriatico) et en avril (Tour de Romandie) ». La veille de l'arrivée, Evans déclare : « Je crois que la clé de ma victoire, c'est ma régularité, d'avoir été présent tout le temps. Et puis j'apprécie de ne pas avoir eu de malchance jusqu'à aujourd'hui. ». Evans a gagné grâce à sa méthode, « un concentré de tactique froide et d'abnégation ». En 2011, il n'a pas subi sa malchance habituelle. Lors du Tour 2007, il avait échoué à la deuxième place pour 23 secondes derrière Alberto Contador et lors de l'édition 2008 pour 58 secondes derrière Carlos Sastre. En 2009, il lâche prise dans les Alpes et finit à la 30e place. Lors du Tour 2010, il était en position de gagner mais une blessure au coude lui fait perdre du temps, il termine à la 26e place. Dans l'édition 2011, il construit son succès dans la 18e étape avec sa poursuite d'Andy Schleck dans l'ascension du Galibier où il limite son retard et avec sa performance dans le contre-la-montre de la 20e étape qui lui permet de dépasser Andy Schleck au classement général. Evans est réputé pour avoir toujours refusé le dopage depuis ses débuts professionnels sur la route en 2001. Quand certains lui suggèrent que son avènement dans le Tour pourrait être dû au renforcement de la lutte antidopage, notamment avec le passeport biologique, qui a éliminé certains tricheurs, Evans esquive par un « Je ne veux pas répondre à cette question. ». C'est aussi son transfert en 2010 dans une équipe à son service, l'équipe BMC, qui a permis son succès. Evans affirme : « J'ai trouvé l'environnement qui me convenait. ». Malgré le soutien de BMC, la victoire n'a pas été possible en 2010 : Evans a porté le maillot jaune et comptait une minute d'avance sur Contador à Avoriaz mais avec une fracture au coude à la suite d'une chute, il a ensuite rétrogradé au classement.
À la suite de sa victoire dans le Tour, Evans passe provisoirement en tête du classement UCI devant Alberto Contador (2e) et Philippe Gilbert (3e).
Après s'être reposé quelques jours chez lui en Suisse avec sa femme Chiara, il arrive le 11 août 2011 à Melbourne, où il est fêté le lendemain par la foule de ses supporters,,. Cadel Evans est considéré comme un héros par la presse australienne, son exploit est mis à la hauteur de la victoire de l'équipe australienne de voile dans la Coupe de l'America en 1983 et celles du plus grand tennisman australien, Rod Laver, double vainqueur du Grand chelem et numéro un mondial pendant 7 ans de 1964 à 1970. Evans devient le plus grand de tous les cyclistes sur route australiens devant Phil Anderson, premier Australien à revêtir le maillot jaune en 1981, Stuart O'Grady et Robbie McEwen. « C'est certainement un énorme coup de fouet pour notre sport, c'est sans aucun doute, le plus grand événement qu'ait connu le cyclisme australien », a déclaré Graham Fredericks, le président de la fédération australienne de cyclisme. Un pont pourrait porter le nom de Cadel Evans, à Barwon Heads, dans l'État du Victoria, où il vit. La création d'une épreuve cycliste à son nom est également à l'étude. La Cadel Evans Great Ocean Road Race sera créée en 2015 à Geelong, la première édition étant également la dernière course professionnelle de Cadel Evans qui prend sa retraite sportive. La course intègre le calendrier UCI World Tour en 2017.

### Andy Schleck encore deuxième
Andy Schleck termine le Tour en deuxième position pour la troisième année consécutive. Plusieurs raisons expliquent cette nouvelle défaite. Il possède des lacunes en descente qui lui ont fait perdre du temps dans les finals en descente vers Gap et Pignerol. Son père tente de le justifier : « il estime que le cyclisme ne vaut pas la peine de risquer sa peau », mais il faut être capable de s'adapter à tous les terrains pour gagner le Tour. De plus, Andy ne travaille pas assez le contre-la-montre, cet exercice, qu'il n'apprécie guère, lui a coûté la victoire dans l'avant-dernière étape où il a été nettement dominé par Cadel Evans. Pourtant le tracé du Tour 2011 lui était favorable avec le plus faible kilométrage de contre-la montre de la décennie.
La présence de son frère Fränk dans son équipe est plus une faiblesse qu'un atout pour lui car se pose le problème du rôle de chacun. Fränk est-il un équipier au service d'Andy ou joue-t-il plutôt la gagne pour son propre compte ? Andy affirme : « Fränk s'est sacrifié pour moi », mais peut-être cherchait-il aussi à faire gagner Fränk. À la suite de la 18e étape remportée par Andy au Galibier après une longue échappée solitaire, Fränk affirme qu'Andy lui avait dit : « Cette année, je veux que ça soit toi qui gagne le Tour. Je vais attaquer de bonne heure et te préparer le terrain. Garde un œil sur les autres et fais ta course à la fin. ». De plus, Fränk répétait depuis Paris-Nice qu'il pouvait gagner le Tour.  Lance Armstrong pense qu'Andy aurait plus de chances de s'épanouir sans son frère. En 2009, il voulait embaucher Andy dans sa nouvelle équipe, RadioShack, mais sans son frère Fränk.
Il y a aussi le manque de préparation de l'équipe Leopard-Trek qui, comme l'a rappelé Fränk Schleck à la fin du Tour, n'a « que six mois d'existence ». L'équipe n'a pas participé au Dauphiné avec son contre-la-montre de Grenoble qui aurait été une bonne répétition. Leopard-Trek devait être très forte dans le contre-la-montre par équipes avec des rouleurs comme Fabian Cancellara, Joost Posthuma, Jens Voigt et Jakob Fuglsang. Elle est apparue mal préparée dans l'exercice avec la faible contribution des frères Schleck et a fini derrière l'équipe BMC de Cadel Evans théoriquement moins forte. Même si elle a été créditée du même temps, l'effet psychologique a joué en défaveur des Lepoard-Trek. En montagne également, l'équipe devait être forte mais elle a plutôt roulé aux mauvais endroits dans les Pyrénées et s'est un peu désunie dans les Alpes.

### Le doublé Giro-Tour manqué d'Alberto Contador
Ce Tour de France 2011 constitue la première défaite d'Alberto Contador sur un grand Tour depuis 2006. Contador, vainqueur en juin 2011 d'un Tour d'Italie exceptionnellement dur, juge néanmoins le doublé Giro-Tour de France réalisable sous un certain nombre de conditions. L'Italien Marco Pantani est le dernier cycliste à avoir effectué ce doublé après avoir remporté le Tour d'Italie et le Tour de France lors de la saison 1998.

### Un très bon Tour pour les anciens vététistes
Quatre anciens vététistes sont dans le top 15 de ce Tour : Cadel Evans 1er, Tom Danielson 8e, Jean-Christophe Péraud 9e et Arnold Jeannesson 14e. Leurs bons résultats peuvent s'expliquer en partie par leurs qualités physiques de grimpeur. C'est souvent le manque de reconnaissance et de moyens qui explique le passage des vététistes à la route. Le Français Jeannesson explique son choix : « Quand j'ai vu des pros du VTT courir avec des cuissards troués et mal équipés faute de moyens, je me suis dit : ça ne fait pas rêver. Médiatiquement, le VTT n'existe qu'aux JO, où seuls trois Français peuvent participer alors si on est le quatrième, on ne fait pas carrière. ».

### Un Tour marqué par les chutes
Les chutes au cours de la première semaine ont éliminé un certain nombre de vainqueurs potentiels, notamment Bradley Wiggins, Jurgen Van den Broeck ou les leaders de l'équipe Radioshack. Elles ont également retardé Alberto Contador dès la première étape. Les consultants du cyclisme expliquent ces chutes par les mauvaises conditions atmosphériques, les routes étroites et surtout la nervosité du peloton exacerbée par la concurrence et le risque de bordures et de chutes.

### Un bon Tour pour le cyclisme français
Avec 5 coureurs dans les 15 premiers du classement général, le cyclisme français s'offre un résultat qui n'avait pas été  vu depuis de longues années. Thomas Voeckler est maillot jaune pendant 10 étapes et déchaîne une véritable "Voecklermania", suivie également par les journalistes étrangers. Son équipe Europcar n'étant pas inscrite à l'UCI World Tour, il ne marque pas de points pour ce classement, par contre il conserve la tête de l'UCI Europe Tour, dont il était leader mi-juin. Ce paradoxe est souligné par l'UCI elle-même. Le classement des jeunes est particulièrement encourageant, avec Pierre Rolland (11e du classement général, maillot blanc, et vainqueur de l'étape de l'Alpe d'Huez), Jérôme Coppel (14e du général) et Arnold Jeannesson (15e).

### Record battu avant annulation
Grâce à la victoire de Cadel Evans, George Hincapie détient le record du nombre de victoires sur le Tour de France en tant qu'équipier. Il l'a ainsi remporté sept fois par l'intermédiaire de Lance Armstrong (1999, 2000, 2001, 2002, 2003, 2004 et 2005), une fois par Alberto Contador (2007) et sur cette édition par Cadel Evans.
George Hincapie reconnait en octobre 2012 s'être dopé de 1999 à 2005, acceptant de témoigner contre son leader Lance Armstrong, dont les victoires sont annulées. George Hincapie affirme néanmoins avoir arrêté de se doper après 2006, jusqu'à sa retraite prise à l'issue du Tour de France 2012.